# Operazione Achse
Operazione Achse ("Asse", nella storiografia tedesca Fall Achse) fu il nome in codice del piano elaborato dall'Oberkommando der Wehrmacht (OKW) durante la seconda guerra mondiale per controbattere un'eventuale uscita dell'Italia dalla guerra, neutralizzare le sue forze armate schierate nei vari teatri bellici del Mediterraneo e occupare militarmente la penisola.
L'operazione, pianificata da Hitler e dal comando tedesco fin dal maggio 1943 in previsione di un possibile crollo del fascismo e di una defezione italiana, si concluse con il pieno successo della Wehrmacht, che, approfittando anche del disorientamento dei reparti di truppa e della disgregazione delle strutture dirigenti italiane dopo l'armistizio dell'8 settembre, in pochi giorni sopraffece gran parte delle forze armate dell'ex-alleato, catturando centinaia di migliaia di soldati che furono in gran parte internati in Germania come lavoratori coatti, e si impadronì di un cospicuo bottino di armi ed equipaggiamenti.
Dal punto di vista strategico, la Wehrmacht riuscì a occupare l'Italia centro-settentrionale e i vasti territori occupati dalle forze italiane nei Balcani, nell'Egeo, e nella Francia meridionale, e poté contare sul potenziale industriale italiano e sulla sua manodopera. L'Italia centro-settentrionale, da quel momento, si trasformò per circa venti mesi in un campo di battaglia tra le forze tedesche, solidamente schierate a difesa su linee fortificate successive, e le truppe alleate sbarcate inizialmente a Salerno lo stesso giorno nel quale fu reso pubblico l'armistizio italiano.

## Pianificazione tedesca
La prima iniziativa relativa all'invio di reparti combattenti tedeschi in Italia per organizzare e rafforzare la difesa dell'alleato (considerato più debole) in previsione di un probabile attacco angloamericano direttamente sul suolo italiano fu pianificata contemporaneamente alle fasi finali della campagna di Tunisia, che segnavano la disfatta italo-tedesca in Nordafrica ed esponevano il teatro mediterraneo alle potenti forze aeronavali alleate. Il 9 maggio 1943, due giorni dopo la caduta di Tunisi, l'OKW comunicò al Comando Supremo italiano, attraverso l'addetto militare presso l'ambasciata tedesca a Roma, Enno von Rintelen, la costituzione di tre nuove formazioni tedesche create principalmente con i reparti di retrovia delle formazioni impiegate in Africa.
Si trattava di:

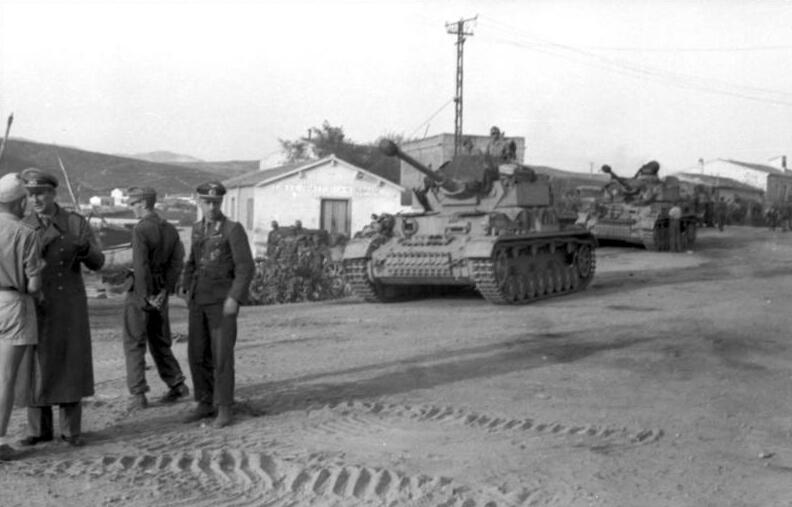
Reparti corazzati della 90. Panzergrenadier-Division in Sardegna

- "comando Sardegna" (trasformato presto in 90. Panzergrenadier-Division, erede della 90. Infanterie-Division mot. del Deutsches Afrikakorps);
- "comando Sicilia" (che divenne la 15. Panzergrenadier-Division, formatasi dalla 15. Panzer-Division);
- una "riserva di pronto intervento"[6].

Come Hitler scrisse a Mussolini, si trattava di formazioni deboli che necessitavano di un grande potenziamento, quindi il Führer comunicò a un dubbioso Duce dell'arrivo dalla Francia di due nuove divisioni tedesche. Alla metà del mese di maggio giunse la Divisione corazzata paracadutisti "Hermann Göring", tranne i reparti già trasferiti in precedenza in Africa, che sarebbe passata in Sicilia, e ai primi di giugno arrivò la 16. Panzer-Division, unità distrutta a Stalingrado e appena ricostituita, che si dislocò a ovest di Bari. Infine, sempre proveniente dalla Francia, il 19 maggio venne inviato in Italia anche il quartier generale del 14º Panzerkorps del generale Hans-Valentin Hube, per rafforzare la struttura di comando del OB Süd (Oberbefehlshaber Süd) feldmaresciallo Albert Kesselring.
Il giorno seguente, nella notte del 20 maggio, durante una delle lunghe ed estenuanti conferenze al Quartier generale del Führer, Hitler espresse chiaramente i suoi dubbi sulla solidità politica del governo fascista e sui pericoli di un crollo dell'alleato. Il rapporto dell'inviato speciale SS-Sonderführer Alexander von Neurath, che evidenziò il declinante morale della popolazione italiana e i sentimenti filobritannici presenti nell'alta borghesia e tra i militari, convinse Hitler della necessità di prestare grande attenzione alla situazione nel Mediterraneo e di incominciare una precisa pianificazione in vista di un cedimento dell'Italia di fronte all'attacco alleato o di un rovesciamento di Mussolini. Ulteriori rapporti su un discorso tenuto dal sottosegretario agli Esteri Giuseppe Bastianini, le informazioni provenienti dagli uomini di Heinrich Himmler in Italia, la stessa presenza in Sicilia del generale Mario Roatta, ritenuto personaggio infido e equivoco, rafforzarono i sospetti di Hitler e dei suoi collaboratori.
Il 21 maggio il feldmaresciallo Wilhelm Keitel, capo dell'OKW, diramò quindi le direttive dettagliate elaborate per fronteggiare la possibile "defezione" dell'alleato dell'Asse. La pianificazione, basata sul documento "Panorama della situazione nell'eventualità del ritiro dell'Italia dalla guerra", preparato dai comandi tedeschi fin dal 10-16 maggio, prevedeva una serie di progetti operativi nei vari teatri bellici: "operazione Alarico", diretta all'invasione del territorio metropolitano italiano, "operazione Konstantin", neutralizzazione delle forze italiane nei Balcani, "operazione Siegfried", occupazione delle aree della Francia meridionale presidiate dall'alleato. Furono inoltre studiati anche due piani minori: "operazione Nürnberg" per la salvaguardia della frontiera franco-spagnola, e "operazione Kopenhagen" per il controllo dei valichi sulla frontiera franco-italiana.

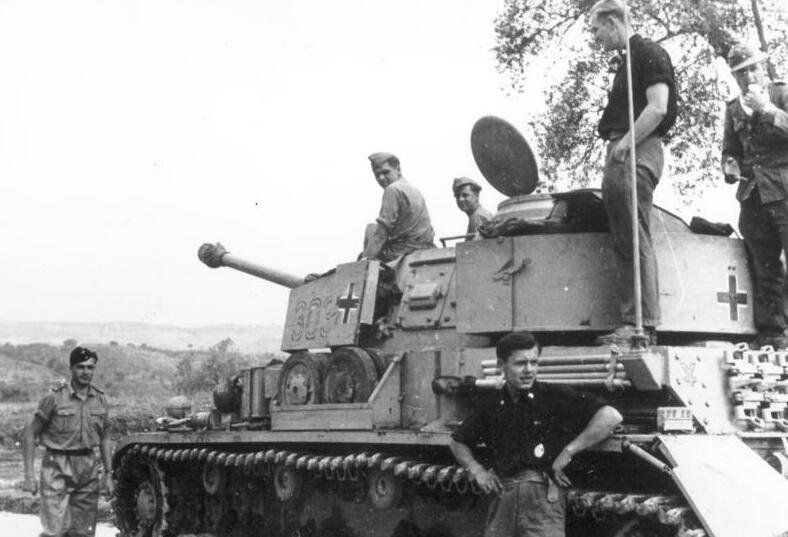
Un panzer IV della 16. Panzer-Division in Italia nel 1943

Contemporaneamente a questa pianificazione continuava il rischieramento delle riserve tedesche per fronteggiare i potenziali pericoli nel teatro mediterraneo. Hitler, molto preoccupato per i Balcani e in forte polemica con i dirigenti italiani e lo stesso Duce a causa degli accordi di collaborazione delle truppe italiane con i cetnici, decise quindi l'invio della 1. Panzer-Division nel Peloponneso e ipotizzò anche il trasferimento in Italia delle sue tre divisioni corazzate scelte Waffen-SS schierate sul fronte orientale in vista della battaglia di Kursk.
Inoltre, Mussolini, dopo un rifiuto iniziale, presentò il 17 giugno, tramite il Comando Supremo, un'urgente richiesta di rinforzi mobili tedeschi (due divisioni corazzate) per fronteggiare le potenti forze alleate. Dopo una serie di nuovi contrasti a causa di un ripensamento del Duce e della proposta del generale Vittorio Ambrosio, capo di stato maggiore generale italiano, di rinunciare a nuovi rinforzi tedeschi, ma di trasferire in Italia le truppe impiegate nei Balcani e in Francia, la situazione sempre più minacciosa (Pantelleria era caduta quasi senza resistenza l'11 giugno) indusse Hitler a inviare altre tre divisioni tedesche.
Quindi entrarono nella penisola e si schierarono la 29. Panzergrenadier-Division a metà giugno a Foggia, la 3. Panzergrenadier-Division i primi giorni di luglio a nord di Roma (entrambe queste divisioni erano appena state ricostituite in Francia dopo la distruzione a Stalingrado), e la 26. Panzer-Division il 9 luglio a Salerno. Fin dal 24 giugno la brigata "Reichsführer-SS"' era stata trasferita in Corsica; alla metà di luglio arrivò il comando del 76º Panzerkorps del generale Traugott Herr.

## Afflusso delle truppe tedesche in Italia

### Dallo sbarco in Sicilia al 25 luglio
Il 10 luglio le poderose forze aereo-terrestri-navali alleate incominciarono le operazioni di sbarco in Sicilia, provocando l'immediata crisi del dispositivo dell'Asse e costituendo una solida testa di ponte sulla costa, nonostante alcuni contrattacchi delle forze italiane e delle due divisioni tedesche ("Hermann Göring" e 15. Panzergrenadier-Division) presenti sull'isola. Gli sviluppi disastrosi innescarono subito conseguenze a livello della dirigenza politico-militare delle due potenze. A Roma si succedettero prese di posizione sempre più pessimistiche, mentre il generale Ambrosio presentò a Mussolini irrealistiche richieste di aiuti tedeschi; tra i responsabili tedeschi, Kesselring e l'ambasciatore von Mackensen dimostrarono grande scetticismo sulle capacità difensive italiane e fecero richieste di rinforzi. Hitler, sempre più preoccupato e timoroso di un crollo italiano, decise quindi l'immediato invio in Sicilia della 1. Divisione paracadutisti (proveniente dalla Francia meridionale) e quindi anche del comando del 14º Panzerkorps del generale Hube e della 29. Panzergrenadier-Division già pronta a Reggio Calabria; il 17 luglio venne inoltre presa la decisione di organizzare subito un incontro al vertice per verificare la propensione del Duce e dei suoi collaboratori e la loro determinazione a continuare la guerra.

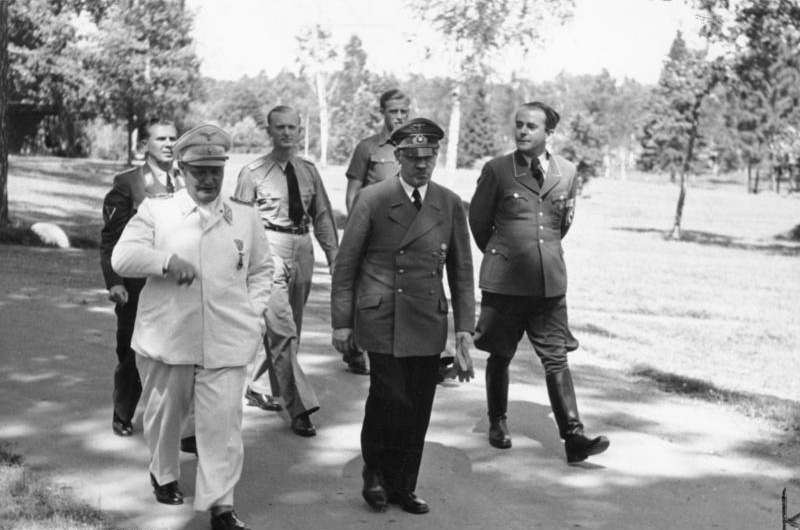
Adolf Hitler, con Hermann Göring (a sinistra) e Albert Speer (a destra), durante l'estate 1943, dopo la caduta di Mussolini

L'incontro, preparato in tutta fretta in un'atmosfera tesa e poco amichevole, avvenne presso Feltre il 19 luglio 1943. Durante il suo svolgimento, Roma fu pesantemente bombardata, evento che accentuò ancor più la drammaticità della situazione e favorì un'accelerazione delle manovre dei vertici monarchici, militari e di una parte degli stessi fascisti, ormai decisi a trovare al più presto una via d'uscita dalla guerra per l'Italia. I colloqui di Feltre tra il Duce, il Führer e le due delegazioni militari furono poco costruttivi: Mussolini, nonostante le esortazioni di Ambrosio a presentare chiaramente la critica situazione italiana e a richiedere libertà d'azione per il ritiro dalla guerra, si dimostrò debole e indeciso e si limitò a richiedere, con scarsa energia, una più forte partecipazione tedesca alla difesa dell'Italia, mentre Hitler si dilungò in una delle sue estenuanti e astratte perorazioni a favore della resistenza a oltranza. Il Führer presentò in termini ottimistici la situazione e rifiutò, accampando difficoltà tecniche e operative, le gigantesche richieste italiane di rinforzi terrestri e aerei. Hitler tuttavia non aderì neppure alle decise richieste dei suoi collaboratori militari Jodl, Keitel e Warlimont che esigevano la costituzione di un comando unificato in Italia sotto un generale tedesco, il trasferimento delle numerose forze italiane schierate nel nord Italia verso lo scacchiere meridionale sotto attacco, e l'assunzione del comando delle forze aeree dell'Asse nel teatro da parte del generale della Luftwaffe Wolfram von Richthofen.
Paradossalmente Hitler dopo l'incontro detto di Feltre sembrò convinto di essere riuscito a risollevare il morale del Duce; quindi, nonostante gli inviti alla prudenza del feldmaresciallo Erwin Rommel, assegnato al comando del previsto gruppo di forze in organizzazione in Baviera nell'eventualità di una defezione, preoccupato per la sorte delle truppe tedesche in Sicilia e in Italia meridionale in caso di "tradimento" italiano e di interruzione delle comunicazioni attraverso il Passo del Brennero, il Führer decise il 21 luglio di congelare la pianificazione dell'Operazione Alarico e di autorizzare l'invio di importanti rinforzi in Italia. Proprio il 25 luglio, prima di apprendere della caduta di Mussolini, approvò il trasferimento di sei divisioni dell'esercito, tra cui una divisione corazzata, e di tre divisioni Waffen-SS, mentre il feldmaresciallo Rommel venne inviato quello stesso giorno, con il suo Quartier generale in costituzione a Monaco, a Salonicco, per organizzare un nuovo gruppo d'armate nei Balcani.

### Contromisure e piani tedeschi
Hitler e la dirigenza politico-militare tedesca quindi vennero sorpresi dagli eventi del 25 luglio; male informati dai rapporti dell'ambasciatore von Mackensen e dell'addetto militare von Rintelen, non considerarono la riunione del Gran Consiglio pericolosa per le sorti del regime fascista e, al contrario, ritennero che Mussolini fosse in grado di rafforzare la collaborazione con il Terzo Reich. Le notizie, la sera del 25 luglio, della caduta del Duce e dell'assunzione del potere da parte di un governo tecnico-militare guidato dal maresciallo Pietro Badoglio, giunsero inaspettate al Quartier generale del Führer e provocarono la costernazione generale e l'ira di Hitler. Il dittatore comprese subito che, nonostante le assicurazioni di Badoglio, dei generali e dei diplomatici italiani, ll cambio di governo preludeva a una "defezione" italiana che avrebbe messo in pericolo le forze tedesche in combattimento nell'Italia meridionale e tutto lo schieramento della Wehrmacht nel teatro meridionale dell'Europa.

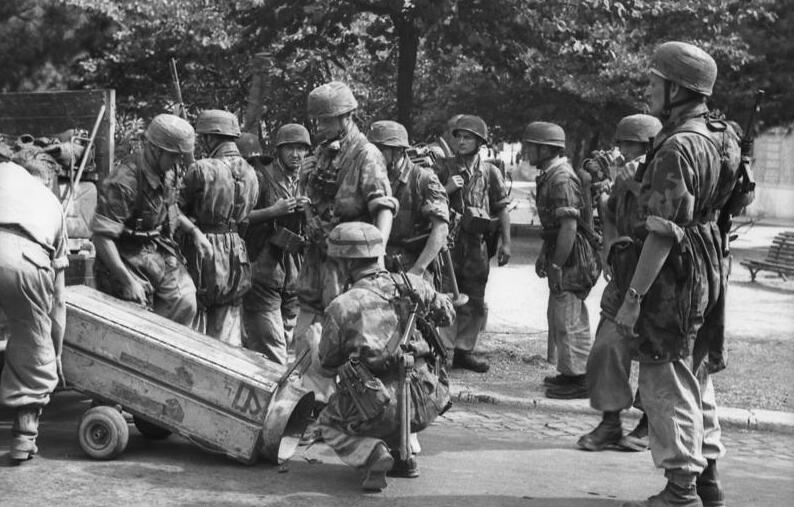
Paracadutisti tedeschi della 2. Fallschirmjäger-Division nel centro di Roma durante l'operazione "Achse"

Dopo aver ipotizzato inizialmente un immediato intervento delle forze presenti sul posto per occupare Roma, arrestare il re, Badoglio e i nuovi dirigenti italiani, Hitler decise in accordo con i suoi collaboratori militari Jodl e Rommel (richiamato d'urgenza dalla Grecia), di riattivare il piano "Alarich" e di preparare una nuova serie di piani dettagliati per far fronte alla defezione italiana e occupare la penisola dopo un'accurata preparazione e dopo l'afflusso di adeguati rinforzi. Il feldmaresciallo Kesselring venne informato di tenersi pronto al cambio di campo e di preparare il ripiegamento delle sue forze dalla Sicilia, dalla Sardegna e dall'Italia meridionale; inoltre vennero diramate le direttive per i nuovi progetti operativi e predisposti i trasferimenti di forze necessari.
In pochi giorni vennero quindi confermati i piani "Siegfried", "Konstantin" e "Kopenhagen" (già progettati in maggio) e vennero studiati il piano "Schwartz", che prevedeva l'intervento di sorpresa a Roma per catturare i governanti italiani, il piano "Achse", il progetto di impadronirsi della flotta italiana, il piano "Eiche", per liberare Mussolini dalla sua prigionia, il piano "Student" per l'occupazione militare di Roma. Il 28 luglio Hitler procedette a una revisione della pianificazione operativa: i piani "Konstantin" e "Alarich" furono riuniti in un solo progetto operativo globale di occupazione dell'Italia e dei Balcani che venne a sua volta denominato "Achse", mentre poco dopo (il 5 agosto), su consiglio anche dell'ammiraglio Ruge e a causa del rafforzamento delle difese italiane nella capitale, venne abbandonato il piano "Schwartz". Altre difficoltà per Hitler e i comandanti tedeschi scaturirono in questa fase anche dalla mancanza di notizie precise sul destino di Mussolini e dal rifiuto da parte italiana di un incontro al vertice tra il Führer e il re Vittorio Emanuele III che si sarebbe potenzialmente prestato a un colpo di mano tedesco contro la nuova dirigenza dell'alleato.
Mentre era in corso questa complessa pianificazione il comando della Wehrmacht stava procedendo al trasferimento delle divisioni necessarie per la messa in pratica delle operazioni da sferrare al momento della defezione italiana. A partire dal 27 luglio ebbe inizio il trasporto per via aerea della 2. Divisione paracadutisti del generale Bernhard Ramcke dalla Francia meridionale direttamente all'aeroporto di Pratica di Mare a sud di Roma: l'arrivo di sorpresa nei pressi della capitale di questa divisione scelta (previsto inizialmente per l'esecuzione del piano "Schwartz") giunse come un'assoluta novità per i comandi italiani e anche per lo stesso feldmaresciallo Kesselring, che non furono preventivamente avvertiti. Il 31 luglio si presentarono al comando di Kesselring a Frascati il generale Kurt Student, comandante dell'11º Corpo d'armata aviotrasportato, arrivato a Pratica di Mare per assumere il comando dei paracadutisti di Ramcke e coordinare le operazioni contro Roma, e il capitano delle SS Otto Skorzeny; i due ufficiali illustrarono al dubbioso feldmaresciallo i piani per "Schwarz" che sarebbero presto stati annullati da Hitler.
Intanto dalle ore 12:00 del 26 luglio il feldmaresciallo Rommel aveva fatto ritorno da Salonicco a Rastenburg, lasciando il comando del fronte balcanico a un nuovo Gruppo d'armate F sotto il feldmaresciallo Maximilian von Weichs, e il 29 luglio assunse la guida a Monaco di un comando fittizio denominato Auffrischungsstab München per mascherare l'effettiva costituzione di un nuovo raggruppamento di forze che il 14 agosto si sarebbe trasferito a Bologna con la denominazione di Gruppo d'armate B e avrebbe assunto la direzione dell'operazione "Achse" nel nord Italia.

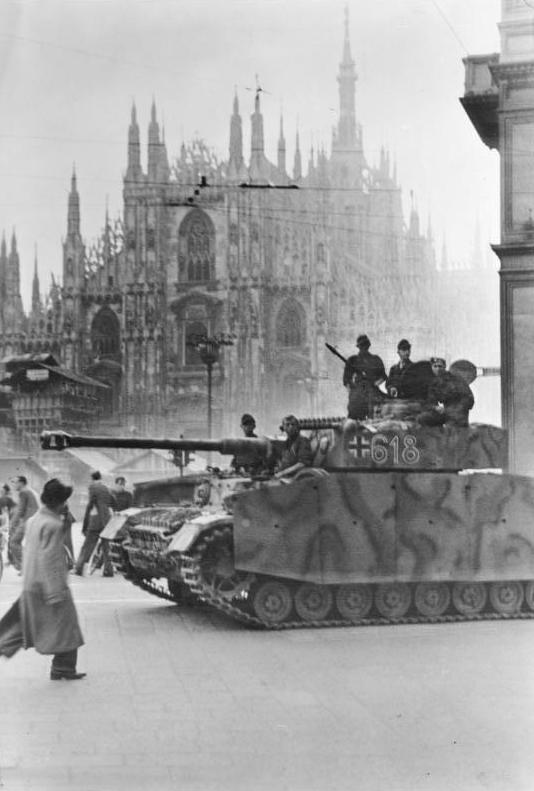
Reparti corazzati della Leibstandarte Adolf Hitler a Milano dopo l'8 settembre

Alle ore 02:15 del 26 luglio cominciò a muovere la 305. Divisione fanteria, prima formazione tedesca a entrare in Italia per dirigere in Liguria, mentre la Panzergrenadier-Division Feldherrnhalle e la 715. Divisione fanteria si schieravano per assicurare il transito dei valichi alpini sul confine francese. Nonostante le rimostranze dei comandi italiani che in un primo momento cercarono di bloccare l'afflusso della divisione con dei pretesti, l'intervento del feldmaresciallo Kesselring presso il Comando Supremo il 1º agosto chiarì la situazione, e la 305. Divisione marciò a piedi prima a Genova e poi a La Spezia. Contemporaneamente entrarono in Italia anche il 2 agosto la 76. Divisione fanteria, diretta a Savona, la 94. Divisione fanteria che a partire dal 4 agosto si diresse a Susa e poi ad Alessandria, e il quartier generale dell'87º Corpo d'armata del generale Gustav von Zangen che si stabilì l'11 agosto ad Acqui e assunse il comando delle tre divisioni tedesche appena arrivate.
Anche al passo del Brennero si verificarono alcuni contrasti e spiacevoli incidenti tra le truppe tedesche in afflusso e i comandi e i reparti italiani; il feldmaresciallo Rommel preoccupato dalle notizie di un rafforzamento dei presidi italiani e del minamento dei valichi, inviò a sud il Kampfgruppe Feuerstein, una parte della 26. Panzer-Division e la 44. Divisione fanteria con l'ordine di presentarsi come forze inviate per aiutare l'alleato contro il comune nemico. Il Comando Supremo a Roma e il generale Alessandro Gloria (comandante del 26º Corpo d'armata di Bolzano) protestarono vivacemente e minacciarono di opporsi con le armi, ma dopo l'intervento di Kesselring del 1º agosto la crisi venne superata e i tedeschi poterono proseguire: la 44. Divisione fanteria raggiunse quindi Bolzano, prese possesso del passo e assicurò le comunicazioni transalpine con il Reich.
Nell'atmosfera di grande tensione della notte del 25 luglio Hitler aveva in un primo momento deciso di trasferire subito in Italia le due divisioni scelte Waffen-SS Leibstandarte Adolf Hitler e Das Reich, nonostante la precaria situazione sul fronte orientale. Le proteste del feldmaresciallo von Kluge e l'ulteriore peggioramento all'est costrinsero però il Führer a rinunciare il 4 agosto al trasferimento della Das Reich, e quindi solo la Leibstandarte arrivò in Italia, dopo aver lasciato sul posto in Russia tutto il suo armamento pesante, e superò il Brennero il 3 agosto, dirigendosi quindi tra Parma e Reggio Emilia. Le Waffen-SS vennero a loro volta seguite dalla 65. Divisione fanteria, che da Villach si trasferì nel settore Ravenna-Rimini, e la 24. Panzer-Division (altra divisione distrutta a Stalingrado e ricostituita), che dal Tirolo arrivò a Modena entro il 30 agosto. Dal 3 agosto il generale delle Waffen-SS Paul Hausser era arrivato a Reggio Emilia con il quartier generale del 2º Panzerkorps-SS per assumere il comando di tutte e tre le nuove divisioni in afflusso.
L'ultima delle formazioni tedesche ad arrivare in Italia dopo il 25 luglio fu la 71. Divisione fanteria che dalla Danimarca raggiunse la zona a nord di Lubiana il 7 agosto e, a partire dal 25 agosto, incominciò a entrare in Friuli su ordine del feldmaresciallo Rommel, timoroso di possibili misure ostili italiane e del minamento dei passi alpini orientali. Dopo che un nuovo duro contrasto con il Comando Supremo italiano, che fece temere scontri armati tra i due alleati, fu risolto dall'intervento del generale von Rintelen, la divisione avanzò senza difficoltà verso Gemona, Gorizia e Villa Opicina, presso Trieste e completò il suo schieramento in Venezia Giulia entro il 2 settembre.

## 8 settembre 1943

### Fine di un'alleanza

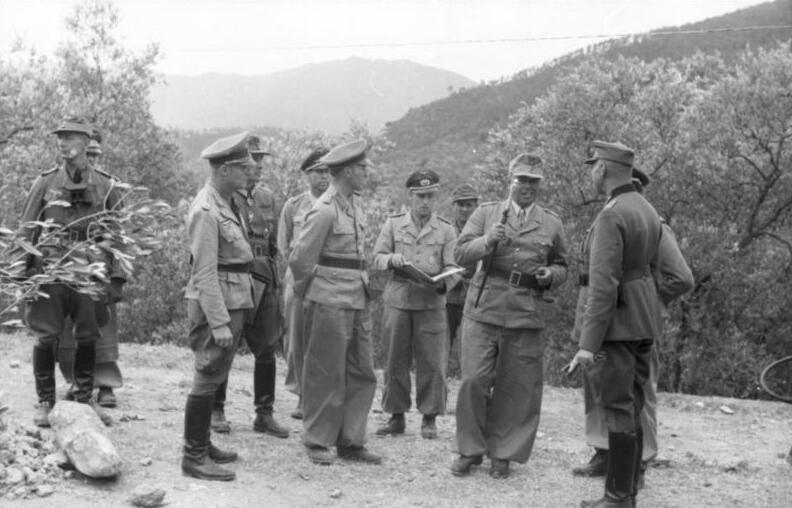
Albert Kesselring, a destra con il bastone da feldmaresciallo, a colloquio con i suoi ufficiali sul fronte italiano

Subito dopo la destituzione di Mussolini il nuovo governo tecnico-militare del maresciallo Badoglio si era affrettato, dopo aver proclamato ufficialmente la decisione di continuare la guerra a fianco del Terzo Reich, a rassicurare i dirigenti tedeschi della propria fedeltà all'alleanza dell'Asse, mentre contemporaneamente aveva incominciato una serie di confusi tentativi di intraprendere negoziati segreti con gli alleati per uscire dalla guerra ed evitare le conseguenze di un repentino cambio di campo. La necessità di guadagnare tempo impose al nuovo governo italiano di fare mostra di fedeltà all'alleanza, richiedendo la partecipazione più attiva dell'alleato alla difesa della penisola e quindi l'afflusso di nuove divisioni della Wehrmacht, in questo modo però accrescendo la minaccia tedesca in Italia.
I dirigenti italiani cercarono di controllare questa fase molto difficile alternando richieste di aiuto con ostruzionismi verso le forze tedesche in afflusso, e richiedendo la dislocazioni delle divisioni germaniche prevalentemente a sud, in prima linea; fin dall'incontro tra il feldmaresciallo Kesselring e il generale Ambrosio del 31 luglio si accesero discussioni sulla dislocazione e sul ruolo delle nuove divisioni tedesche. Alla conferenza di Tarvisio del 6 agosto, tra il ministro degli Esteri Raffaele Guariglia, il generale Ambrosio, Joachim von Ribbentrop e il feldmaresciallo Keitel, svoltasi nella tensione e con la minacciosa presenza delle SS di guardia, si evidenziò la sfiducia reciproca: Ambrosio richiese l'incremento delle divisioni tedesche da nove a sedici, ma schierate nell'Italia meridionale contro gli alleati, mentre Keitel e Warlimont affermarono che le nuove forze tedesche avrebbero dovuto schierarsi al centro-nord come riserva strategica.
Un ultimo incontro si tenne a Bologna il 15 agosto tra il generale Roatta e Jodl, accompagnato da Rommel (appena nominato comandante del nuovo Gruppo d'armate B in Italia settentrionale) e dalla guardia SS della Leibstandarte Adolf Hitler: i tedeschi acconsentirono a richiamare in Italia una parte della 4ª Armata italiana dalla Francia meridionale ma si allarmarono per i progetti di Roatta relativi a uno schieramento delle forze tedesche che, in caso di defezione, sembrava esporle al rischio di rimanere isolate e di essere distrutte dalla forze alleate. L'incontro fu un fallimento e convinse i generali tedeschi, nonostante le assicurazioni di Roatta, dell'imminenza di un voltafaccia italiano.
I preparativi in vista di un "tradimento" italiano quindi proseguirono rapidamente, precise disposizioni vennero diramate ai comandi subordinati che studiarono a loro volta piani operativi di dettaglio per agire con velocità e efficienza; la dirigenza tedesca si aspettava solo una debole resistenza da parte delle forze armate italiane e contava di risolvere subito la situazione. Vennero già studiati dal generale von Horstig, rappresentante dell'Ufficio armamenti della Wehrmacht in Italia, i primi piani per la depredazione delle risorse e per la distruzione sistematica a scopi bellici degli impianti e delle infrastrutture nelle regioni meridionali. Alla fine del mese di agosto inoltre Hitler inviò nella penisola i suoi nuovi rappresentanti: il diplomatico Rudolf Rahn, proveniente dall'amministrazione di Otto Abetz nella Francia di Vichy (al posto dell'ambasciatore von Mackensen) e il generale Rudolf Toussaint (ex plenipotenziario militare nel Protettorato di Boemia e Moravia) come addetto militare, al posto di von Rintelen.
Già in precedenza il feldmaresciallo Kesselring aveva autorizzato, su ordine dell'OKW, il generale Hans Hube (comandante del 14º Panzerkorps) a organizzare la ritirata delle sue forze (quattro divisioni) dalla Sicilia per ripiegare sul continente, manovra che Hube eseguì con grande abilità entro il 17 agosto (operazione Lehrgang). Quasi tutti i soldati tedeschi riuscirono, dopo aver condotto un'efficace ritirata combattuta, a passare lo stretto e anche gran parte del materiale pesante venne messo in salvo. Nei giorni seguenti il generale Hube schierò il 14º Panzerkorps, con la 16. Panzer-Division, la 15. Panzergrenadier-Division e la "Hermann Göring", nell'area della costa campana tra Napoli e Salerno, mentre la 1. Divisione paracadutisti copriva la Puglia e il generale Herr, alla guida del 76º Panzerkorps, assumeva la difesa della Calabria con una parte della 26. Panzer-Division e la 29. Panzergrenadier-Division, con l'ordine di condurre manovre ritardatrici in caso di un attacco alleato attraverso lo stretto.
In effetti il 3 settembre un corpo d'armata britannico dell'8ª Armata del generale Montgomery attraversò lo stretto a nord-ovest di Reggio Calabria (operazione "Baytown") senza incontrare molta resistenza e incominciò cautamente ad avanzare lungo le strade costiere in direzione di Pizzo Calabro e Crotone; i tedeschi del 76º Panzerkorps non si fecero agganciare e condussero una lenta ritirata verso nord.

### Il difficile armistizio
Dopo gli infruttuosi e velleitari tentativi da parte di personaggi di secondo piano (il consigliere d'ambasciata Blasco Lanza D'Ajeta, il funzionario del ministero degli esteri Alberto Berio, l'industriale Alberto Pirelli) di agganciare gli Alleati e aprire negoziati per un'uscita dell'Italia dalla guerra, possibilmente evitando le gravi conseguenze di una resa a discrezione e di una occupazione tedesca, il 12 agosto finalmente il generale Giuseppe Castellano (consigliere speciale del generale Ambrosio) partì da Roma per incontrare a Madrid l'ambasciatore britannico sir Samuel Hoare che, dopo aver informato Churchill, inviò il generale italiano a Lisbona dove, il 17 agosto, ebbe luogo il primo colloquio concreto con gli inviati del Comando alleato, il generale Walter Bedell Smith e i consiglieri politici Kenneth W.Strong e George Frost Kennan.

Il generale Giuseppe Castellano firma a Cassibile il 3 settembre l'armistizio tra l'Italia e le Potenze Alleate. In piedi a destra il generale Walter Bedell Smith.

Di fronte alle perentorie richieste alleate, definitivamente stabilite dai governanti anglosassoni alla fine di luglio, di una totale resa incondizionata, il generale Castellano si trovò in grande imbarazzo, visto che le istruzioni del governo Badoglio prevedevano ottimisticamente di poter contrattare l'uscita della guerra dell'Italia e una forte collaborazione militare alleata con un intervento massiccio di forze anglosassoni (addirittura quindici divisioni) con uno sbarco a nord e a sud di Roma contemporaneamente all'annuncio dell'armistizio per proteggere la capitale e affrontare la temuta reazione tedesca. Dopo un nuovo incontro tra il generale Castellano e Bedell Smith a Cassibile in Sicilia il 31 agosto in cui l'inviato italiano insistette nuovamente senza successo per conoscere i dettagli operativi alleati e in cui fu concordato l'intervento di una divisione aviotrasportata statunitense a Roma per proteggere la capitale e il governo italiano (operazione "Giant II"), il 1º settembre, dopo consultazioni tra il re, Badoglio, Guariglia e Ambrosio, venne comunicata via radio agli alleati l'accettazione delle condizioni d'armistizio.
Il 3 settembre i generali Castellano e Bedell Smith firmarono quindi l'armistizio di Cassibile alla presenza dei rappresentanti governativi britannico (Harold Macmillan) e statunitense (Robert Murphy); sorse però un grave equivoco sui tempi dell'annuncio della resa italiana. Il governo Badoglio sperò di poter guadagnare altro tempo per organizzare la resistenza alle forze tedesche e rimandare l'annuncio ufficiale almeno fino al 12 settembre. Solo la notte dell'8 settembre, il maresciallo apprese dal generale Maxwell Taylor in persona (il vicecomandante, arrivato in segreto a Roma, della 82ª Divisione aviotrasportata statunitense di cui era previsto l'intervento secondo il piano "Giant II") che l'annuncio sarebbe stato fatto dal generale Eisenhower quella sera stessa. Badoglio protestò e cercò inutilmente di rinviare ancora; estremamente preoccupati della reazione tedesca, i dirigenti e i generali italiani fecero una pessima impressione sul generale Taylor che consigliò al comando alleato di rinunciare all'operazione "Giant II", destinata, a suo parere, a sicuro fallimento vista la disorganizzazione delle cospicue forze italiane raggruppate intorno a Roma.
Nella mattinata dell'8 settembre, mentre i bombardieri alleati colpivano con pochi risultati il quartier generale del feldmaresciallo Kesselring a Frascati e le flotte anglo-americane si avvicinavano al golfo di Salerno per effettuare lo sbarco (quello principale della 5ª Armata del generale Mark Clark), il maresciallo Badoglio, sempre più allarmato, inviò un telegramma al generale Eisenhower per chiedere un rinvio dell'annuncio dell'armistizio. Il comandante in capo alleato, sostenuto da una perentoria comunicazione da Washington dei capi di Stato anglosassoni, respinse fermamente l'intempestiva richiesta, confermò le sue intenzioni in tono minaccioso e procedette anche ad annullare l'operazione "Giant II".
Alle ore 18:00 dell'8 settembre si tenne al Quirinale un drammatico Consiglio della Corona con la presenza del re, Badoglio, Ambrosio, Guariglia, il generale Giacomo Carboni (capo del SIM e comandante del Corpo d'Armata Motocorazzato incaricato di difendere la capitale), i ministri della guerra, Antonio Sorice, della marina, Raffaele De Courten, dell'aviazione, Renato Sandalli, i generali Paolo Puntoni e De Stefanis, e il maggiore Luigi Marchesi. Di fronte alle chiare indicazioni comunicate dal generale Eisenhower e alle prime indiscrezioni trapelate sulle radio estere dell'armistizio, i dirigenti italiani, dopo accese discussioni in cui il generale Carboni arrivò al punto di proporre di sconfessare l'operato di Castellano, dovettero convenire con l'opinione del maggiore Marchesi riguardo l'inevitabilità di onorare la parola data e confermare le notizie. Alle ore 18:30 il generale Eisenhower, da Radio Algeri, annunciò ufficialmente l'armistizio e a sua volta Badoglio comunicò la notizia dall'EIAR alle ore 19:42.

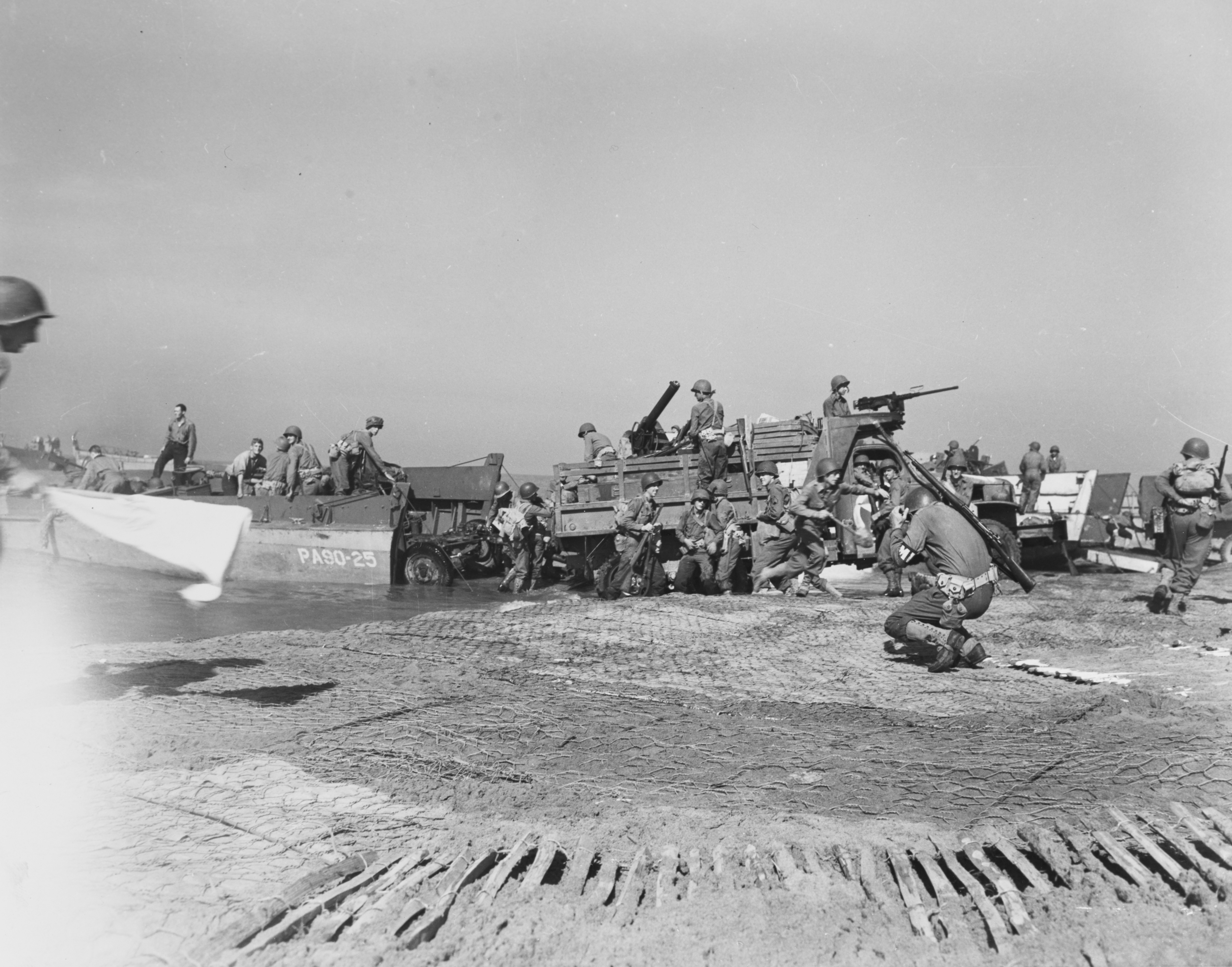
Truppe statunitensi in azione sulla spiaggia di Salerno, durante lo sbarco a Salerno

I rappresentanti tedeschi a Roma nei giorni precedenti erano stati rassicurati da ripetute attestazione di fedeltà all'alleanza espresse al più alto livello; il 3 settembre (giorno della firma di Cassibile) Badoglio in persona confermò a Rahn la sua ferma decisione di rimanere a fianco della Germania, ancora il 6 settembre il generale Toussaint ritenne che gli italiani avessero respinto le dure richieste degli alleati. La mattina stessa dell'8 settembre Rahn si incontrò con il re che gli assicurò ancora la sua decisione di non capitolare, anche il generale Roatta nel pomeriggio gli ribadì telefonicamente che le notizie provenienti dall'estero erano solo una montatura propagandistica. L'ambasciatore Rahn fu quindi colto di sorpresa quando alle ore 19:00 dell'8 settembre, allertato da Berlino sulle notizie della conclusione di un armistizio, si recò da Guariglia che lo accolse subito confermandogli la notizia e comunicando l'uscita dell'Italia dalla guerra e dall'alleanza dell'Asse. Rahn replicò con durezza prima di abbandonare in fretta Roma e recarsi insieme con Toussaint e il personale dell'ambasciata, a Frascati, sede del comando di Kesselring.
Nonostante la sorpresa iniziale, la risposta tedesca, accuratamente pianificata e organizzata nei dettagli operativi, fu tuttavia rapida e immediatamente efficace, Hitler, di ritorno alle ore 17:00 a Rastenburg dopo un soggiorno di alcuni giorni in Ucraina al quartier generale del feldmaresciallo Erich von Manstein, poco dopo apprese la notizia (proveniente da una trasmissione della BBC) dell'armistizio, e agì con estrema decisione. Alle ore 19:50, pochi minuti dopo la conclusione dell'annuncio di Badoglio, l'aiutante del generale Jodl diramò a tutti i comandi subordinati la parola in codice ("Achse") che automaticamente dava il via alle misure aggressive tedesche contro le forze armate italiane in tutti i teatri bellici del Mediterraneo.

## Dissoluzione delle forze italiane nella penisola

### Incertezza e confusione

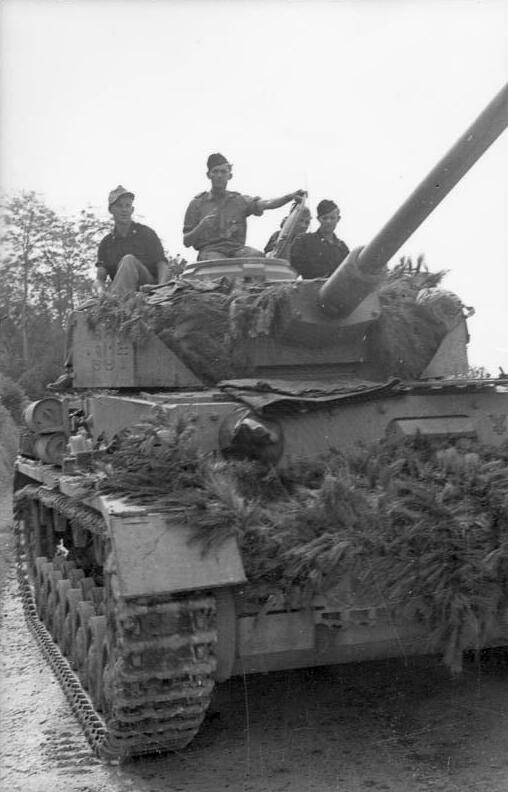
Un carro Panzer IV tedesco in Italia nell'estate 1943

I comandi superiori italiani avevano diramato, nelle settimane precedenti l'armistizio dell'8 settembre, una serie di disposizioni per istruire comandanti e truppe sul comportamento da tenere in caso di ritiro dalla guerra e di possibili aggressioni tedesche. Si trattava dell'ordine n. 111 dello Stato Maggiore del Regio Esercito del 10 agosto, della Memoria OP 44 del 26 agosto emessa in sole dodici copie dal generale Roatta (su istruzione del generale Ambrosio) e indirizzata ai comandi periferici maggiori, e dei promemoria n. 1 e n. 2 del 6 settembre, inviati dal Comando Supremo agli stati maggiori delle tre armi con indicazioni sulla dislocazione delle truppe nei vari teatri di operazioni.
Queste direttive, generiche, poco dettagliate e quasi inapplicabili anche per eccessive misure di segretezza, si dimostrarono inefficaci e contribuirono, come del resto la stessa vaghezza del messaggio radiofonico del maresciallo Badoglio della sera dell'8 settembre, a confondere e rendere insicuri e indecisi i comandi periferici delle maggiori unità italiane di fronte all'assoluta novità del cambio di campo e all'aggressività delle formazioni tedesche. La situazione delle forze armate italiane fu aggravata anche dalle contraddittorie disposizioni emanate dal generale Ambrosio la sera dell'8 settembre, che limitavano l'iniziativa a misure difensive in caso di attacchi tedeschi, e l'ordine del generale Roatta della notte del 9 settembre che esigeva soprattutto di evitare disordini e sedizioni tra le proprie truppe.
Di fronte alla fredda efficienza delle formazioni tedesche che manifestarono subito dura aggressività e richiesero, con minacce e intimidazioni, la resa o la collaborazione dei comandi dell'ex-alleato, i comandanti italiani, impauriti anche in modo decisivo dalla formidabile reputazione di capacità bellica della Wehrmacht, ben presto abbandonarono, tranne alcune eccezioni, ogni intenzione di resistere, mentre le truppe, senza ordini precisi e senza guida, spesso si sbandarono in massa.
La situazione dei tedeschi in Italia in realtà si presentava difficile; mentre il feldmaresciallo Rommel, comandante del Gruppo d'armate B, aveva il compito più facile di occupare le regioni settentrionali e sgominare la resistenza delle forze italiane presenti, il feldmaresciallo Kesselring, comandante del Gruppo d'armate C, si trovò in grande difficoltà l'8 settembre. Dopo aver subito il bombardamento aereo del suo posto comando a Frascati, riuscì solo fortunosamente a ricevere comunicazione della parola in codice "Achse" e apprese anche dell'inizio del massiccio sbarco alleato a Salerno, difesa solo da una parte della 16. Panzer-Division. In un primo momento il feldmaresciallo temette di non riuscire a contenere gli alleati e contemporaneamente eseguire la sua missione contro Roma, nel quadro dell'operazione "Achse".
Lo stesso OKW ipotizzò la perdita delle otto divisioni tedesche schierate nell'Italia meridionale. Nei fatti Kesselring mostrò notevole capacità e le truppe tedesche combatterono con abilità ed efficacia. Nonostante i consigli di Rommel di abbandonare rapidamente l'Italia del sud e ripiegare a nord sulla linea La Spezia-Rimini, Kesselring non solo riuscì a evitare l'isolamento e la distruzione delle sue forze, ma mise in difficoltà la testa di ponte alleata di Salerno, contrattaccò con qualche successo, dopo aver concentrato il 14º e il 76º Panzerkorps con tre divisioni corazzate e due divisioni Panzergrenadier, e organizzò un'abile ritirata a nord di Napoli. Contemporaneamente con una parte delle sue forze riuscì a eseguire il piano "Achse" e occupare la capitale italiana.

### Occupazione di Roma
Nell'area intorno alla capitale i comandi militari italiani avevano raggruppato, allo scopo di proteggere la dirigenza politico-militare e resistere a un eventuale intervento tedesco (possibilmente di concerto con le forze alleate), un notevole complesso di forze incentrato sul Corpo d'armata motocorazzato del generale Carboni, costituito dalle divisioni corazzate Ariete II e Centauro II e dalle divisioni fanteria Piave e Granatieri di Sardegna. Altre forze a disposizione della "difesa di Roma" erano la divisione fanteria Piacenza (dipendente dal 17º Corpo d'armata del generale Giovanni Zanghieri), la divisione fanteria Sassari e alcuni battaglioni delle divisioni fanteria Lupi di Toscana e Re. Si trattava di circa 55 000 soldati con 200 mezzi corazzati, forze numericamente superiori alle truppe tedesche presenti nell'area.

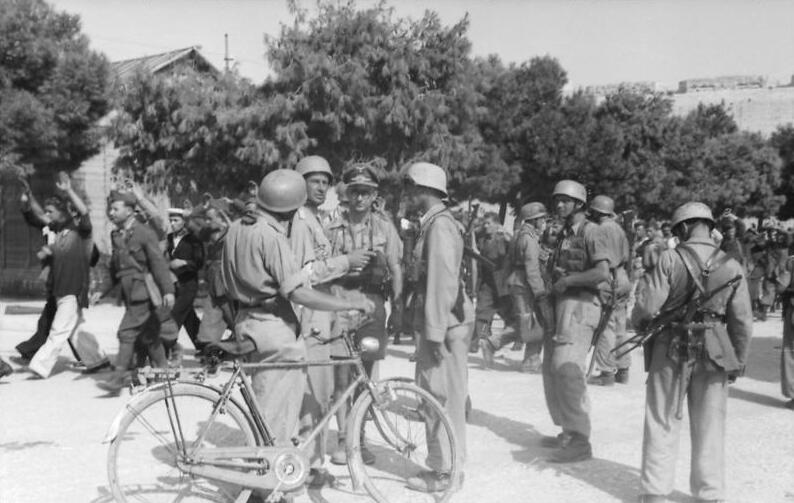
Paracadutisti tedeschi in azione a sud di Roma, prigionieri italiani sono visibili in secondo piano

Sotto il comando dell'11º Corpo d'armata aviotrasportato del generale Student situato a Pratica di Mare, le forze tedesche erano costituite dalla 2. Divisione paracadutisti (passata al comando del generale Walter Barenthin), pronta a sud di Roma, e dalla 3. Panzergrenadier-Division (comandata dal generale Fritz-Hubert Gräser) che, rinforzata da un battaglione corazzato della 26. Panzer-Division (kampfgruppe Büsing), era raggruppata nella zona tra Orvieto e il lago di Bolsena a nord della capitale. Le due grandi unità disponevano di circa 26 000 soldati con alcune centinaia di mezzi corazzati e furono immediatamente attivate dal feldmaresciallo Kesselring la sera dell'8 settembre: già alle ore 20:30 venne attaccato il deposito di carburante di Mezzocamino e i paracadutisti tedeschi si misero subito in movimento da sud superando la sporadica resistenza della divisione Piacenza a Lanuvio, Albano e Ardea.
Dopo aver raggiunto il quartiere del EUR alle ore 21:30, la 2. Divisione paracadutisti sopraffece alcuni reparti della Piacenza e dei Granatieri di Sardegna e già alle ore 22:00 raggiunse, lungo la via Ostiense, il ponte della Magliana. Mentre la 3. Panzergrenadier-Division, che avanzava da nord lungo le vie Aurelia, Cassia e Flaminia, venne fermata all'altezza del lago di Bracciano dallo sbarramento della Divisione corazzata Ariete II (comandata dal generale Raffaele Cadorna) e, dopo alcune trattative, sospese temporaneamente la manovra, i paracadutisti continuarono la loro azione. Alla Magliana si accesero scontri violenti e i Granatieri di Sardegna, sostenuti da reparti corazzati della Ariete II, opposero resistenza; ma alle ore 02:00 del 9 settembre cadde l'aeroporto di Ciampino e alle 03:00 si diffuse la notizia dell'arrivo dei tedeschi a Tor Sapienza, sulla via Prenestina, a otto chilometri dal centro cittadino.

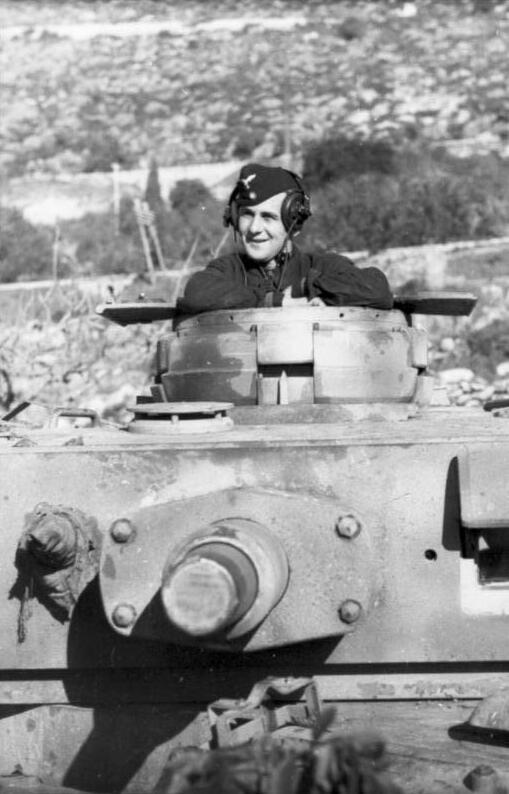
Un Panzer III N di una Panzer-Division in Italia

Le notizie sempre più preoccupanti spinsero durante la notte i dirigenti politico-militari italiani a prendere la decisione, dopo una serie di incerte direttive del generale Ambrosio e un suo tentativo di entrare in comunicazione con Kesselring, di abbandonare la città. Il generale Roatta invitò il re e Badoglio a lasciare Roma per la via Tiburtina e, dopo aver ordinato alle sue truppe di cercare di ripiegare su Tivoli, partì a sua volta, abbandonando senza direttive il generale Carboni. Quest'ultimo inizialmente fuggì in borghese in piena notte per poi rientrare in città la mattina del 10 settembre quando la situazione era ormai compromessa; il generale Umberto Utili, capo ufficio operazioni, il mattino del 9 settembre dichiarò formalmente sciolto lo Stato maggiore generale, i comandi subordinati e i reparti di truppa mostrarono segni di smarrimento e confusione.
Intanto alle ore 5:10 il sovrano e Badoglio, nonché alti ufficiali, dignitari e famigliari dei medesimi, erano partiti da Roma a bordo di sette automobili e, dopo un viaggio senza difficoltà, raggiunsero prima Pescara, attraverso Tivoli e Avezzano, e quindi Ortona. Qui si radunarono anche numerosi ufficiali fuggiti dalla capitale al seguito dei reali. A Ortona si imbarcarono sulla corvetta Baionetta il re, i suoi parenti, Badoglio, Ambrosio, Roatta; l'imbarcazione raggiunse alle ore 14:30 del 10 settembre Brindisi, già raggiunta dalle truppe alleate che nel corso dell'operazione Slapstick avevano sbarcato, senza incontrare resistenza, la 1ª Divisione paracadutisti britannica a Taranto e il 5º Corpo d'armata (con due divisioni) a Bari e Brindisi.

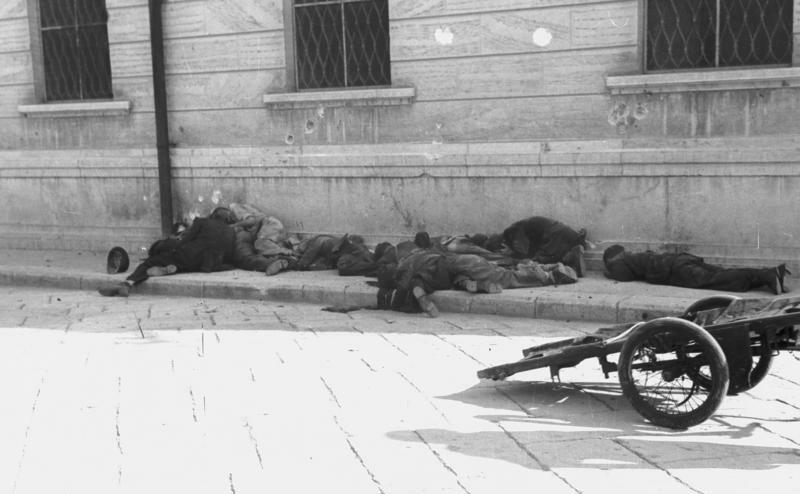
Vittime dell'Eccidio di Barletta, una strage compiuta dalla truppe tedesche il 12 settembre 1943 dove persero la vita 11 vigili urbani e 2 netturbini italiani

Nel frattempo le difese di Roma si erano definitivamente disgregate; a sud i paracadutisti tedeschi affrontarono una serie di scontri sporadici con i Granatieri di Sardegna e con reparti della Ariete II alla Magliana e alla Cecchignola. Alle ore 17:00 del 9 settembre la Magliana fu abbandonata e la 2. Divisione paracadutisti proseguì la sua marcia, arrivando nella serata in vicinanza di Porta San Paolo. A nord i mezzi corazzati della 3. Panzergrenadier-Division avevano ripreso la loro avanzata e, dopo combattimenti contro il grosso della Ariete II, i tedeschi occuparono Manziana, Monterosi (alle ore 14:00) e Bracciano (ore 17:00); altri reparti tedeschi della divisione avanzarono verso Civitavecchia, mentre il gruppo corazzato Büsing raggiunse Cesano e La Storta.
Alle ore 20:00 la divisione corazzata Ariete II, e la divisione Piave abbandonarono le loro posizioni e ripiegarono, secondo gli ordini, su Tivoli, mentre reparti delle divisioni Re e Sassari si schieravano lungo le vie Salaria e Cassia. Mentre i paracadutisti del maggiore Walter Gericke, dopo essersi lanciati alle ore 09:00 del mattino su Monterotondo per occupare il quartier generale dell'Regio Esercito (peraltro già abbandonato), erano impegnati in duri combattimenti che si sarebbero conclusi con successo solo nella serata del 9 settembre, i reparti della 2. Divisione paracadutisti attaccarono Porta San Paolo, a due km da Piazza Venezia, difesa da unità dei Granatieri di Sardegna e anche da gruppi di volontari civili. I tedeschi, quasi tutti veterani, sopraffecero dopo alcuni duri scontri la resistenza e nella mattinata del 10 settembre arrivarono al centro della capitale.

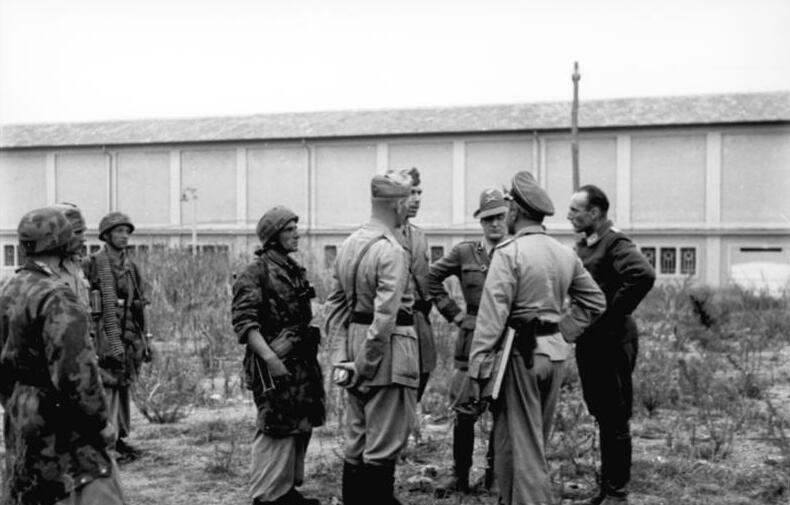
Trattative tra ufficiali italiani e tedeschi durante i combattimenti per Roma, a fianco di via Ostiense e dei vecchi mercati generali, di fronte all'attuale sede della Croce rossa, all'epoca non esistente

La sera del 9 settembre il generale Siegfrid Westphal (capo di stato maggiore del Gruppo d'armate C) era già entrato in trattative, su istruzione di Kesselring e Student, con il colonnello Giaccone, appartenente alla divisione corazzata Centauro II, la vecchia divisione M che, considerata infida, era stata lasciato dai comandi italiani lontano dai combattimenti. Con una serie di minacce e un ultimatum l'ufficiale tedesco riuscì a ottenne la capitolazione di Roma entro il pomeriggio del 10 settembre, dopo discussioni tra i generali Carboni e Sorice e il maresciallo Enrico Caviglia, mentre i cannoni tedeschi sparavano ormai direttamente dentro la città. Il generale Westphal promise di risparmiare la città e autorizzò anche la costituzione provvisoria di un comando piazza italiano guidato dal generale Carlo Calvi di Bergolo.
Questo effimero accordo sarebbe presto stato annullato dai tedeschi; entro il 15 settembre tutti i soldati italiani furono disarmati, il 23 settembre il generale Calvi di Bergolo fu arrestato e le forze tedesche (generale Stahel) e fasciste repubblicane (generale Chieli) assunsero il controllo completo della città, pur proclamando di mantenere lo status di "città aperta". Tuttavia, tale status, mai riconosciuto dagli Alleati, fu sistematicamente sfruttato dai tedeschi che usarono la città quale snodo logistico fondamentale per alimentare il fronte. Nel frattempo i reparti del Regio Esercito ripiegati su Tivoli si dissolsero; cospicui reparti delle divisioni Sassari, Piacenza e 221ª costiera sfuggirono alla cattura e passarono le linee alleate, ma la maggior parte degli uomini delle dieci divisioni italiane presenti nell'area furono disarmati dai tedeschi e rinviati a casa, solo una minoranza fu internata o deportata. I tedeschi occuparono Roma al costo di un centinaio di morti e circa 500 feriti, le forze italiane, durante i frammentari scontri, ebbero 659 morti tra i soldati, 121 tra i civili e 204 altre vittime non identificate.

### Disgregazione delle forze italiane al sud
Il feldmaresciallo Kesselring, stabilito l'“Oberbefehlshaber Süd” (Comando Supremo del Sud) dentro il super-bunker del monte Soratte, era strenuamente impegnato a evitare l'isolamento delle sue forze e a contenere l'attacco alleato sferrato in tre punti diversi (Salerno, Calabria e Puglia), riuscì ugualmente a controllare la situazione e a eseguire i compiti previsti dal piano "Achse". Riuscì a disgregare rapidamente le forze italiane presenti nel suo settore, a occupare la capitale e a disimpegnare reparti mobili da inviare al sud contro gli anglosassoni (la 3. Panzergrenadier-Division, reduce da Roma, fin dal 12 settembre marciò su Salerno), ma dovette limitarsi a disarmare sommariamente la maggior parte dei soldati catturati, rinviandoli nelle loro case. Di conseguenza dei 102 340 soldati italiani caduti prigionieri del Gruppo d'armate C, solo 24 294 vennero trattenuti e quindi internati.

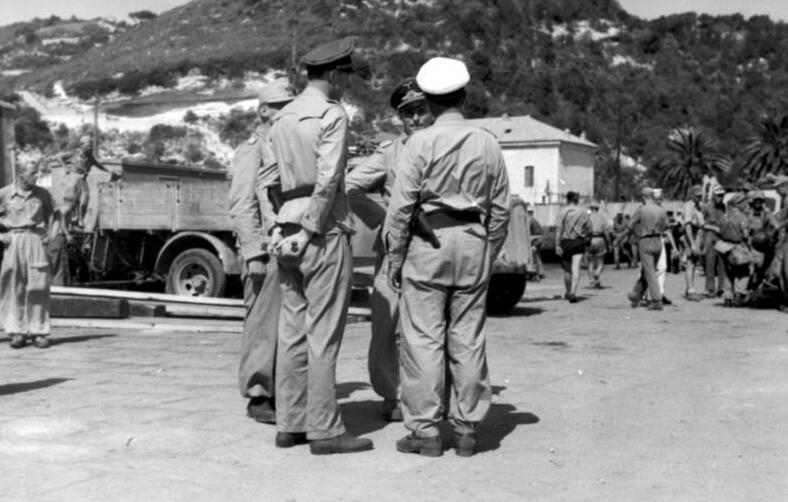
Ufficiali della Wehrmacht a colloquio durante le operazioni in Sardegna (imbarco per la Corsica a Palau)

In Campania, le forze italiane erano deboli e vennero rapidamente sopraffatte dai tedeschi; il presidio di Napoli, dopo due giorni di resistenza venne disperso da una colonna corazzata tedesca e il suo comandante, colonnello Oliveri, fucilato. Il 19º Corpo d'armata si sciolse l'11 settembre dopo che il suo comandante, generale Del Tetto, abbandonò il suo posto di comando per rifugiarsi in un convento; la divisione Pasubio, in fase di ricostituzione nell'area napoletana, venne subito disarmata, mentre nella zona di Salerno la 222ª Divisione costiera venne attaccata e dispersa dalla 16. Panzer-Division e il suo comandante generale Ferrante Vincenzo Gonzaga ucciso.
La 7ª Armata italiana era schierata, agli ordini del generale Mario Arisio, in Calabria, Basilicata e Puglia, regioni in cui le truppe tedesche erano scarse e in via di trasferimento verso nord. Il 9 settembre il quartier generale dell'armata a Potenza venne attaccato di sorpresa e conquistato dai tedeschi. Nel complesso, tuttavia, la debolezza delle forze tedesche e il rapido intervento degli alleati, favorì i reparti italiani che in maggioranza mantennero la coesione. Il 9º Corpo d'armata (generale Roberto Lerici) difese la Puglia centro-settentrionale nonostante il cedimento della 209ª Divisione costiera; il generale Nicola Bellomo ottenne un rilevante successo difendendo il porto di Bari fino all'arrivo degli anglo-americani, mentre più a sud, il 51º Corpo d'armata del generale De Stefanis mantenne le posizioni tra Grottaglie e Lecce con le divisioni Legnano, Piceno e 210ª costiera. Più difficile fu la situazione del 31º Corpo d'armata del generale Mercalli che, con tre divisioni costiere e la divisione Mantova, era schierato in Calabria. Attaccato dai tedeschi del 76º Panzerkorps, subì perdite, mentre una parte del 185º reggimento paracadutisti decise di disertare e si aggregò alla 1. Divisione paracadutisti tedesca.

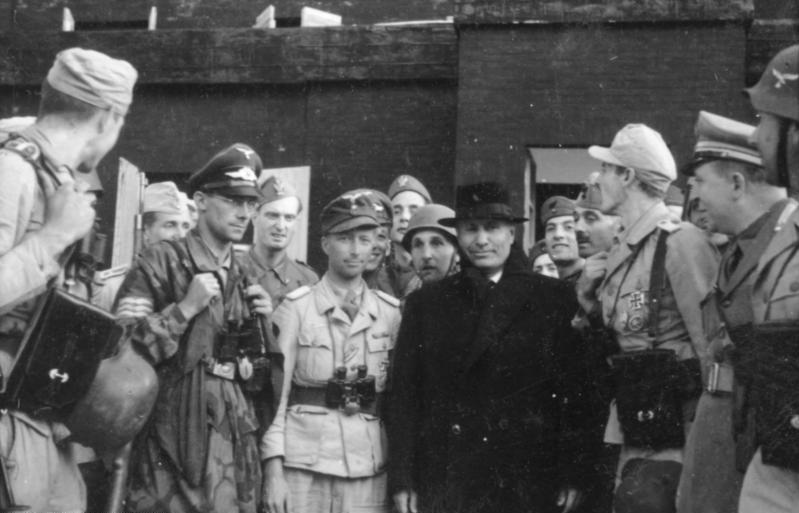
Benito Mussolini insieme con i suoi liberatori, i paracadutisti tedeschi al comando del maggiore Harald-Otto Mors, l'ufficiale alla destra del Duce nella foto

In Sardegna il generale Frido von Senger und Etterlin, comandante tedesco sul posto, ricevette ordine dal feldmaresciallo Kesselring di ripiegare in Corsica con la 90. Panzergrenadier-Division. La manovra ebbe pieno successo; le cospicue forze italiane del generale Antonio Basso, costituite dalle divisioni Nembo, Bari, Calabria e Sabauda e dalle divisioni costiere 203ª, 204ª e 205ª, non entrarono in azione ma, rispettando accordi presi in precedenza coi tedeschi, ne favorirono l’esodo, indicandogli l’itinerario da seguire e mettendo a disposizione mezzi e carburante per il trasferimento, seppur raccomandando di evitare ogni incidente con la popolazione e con i soldati italiani.
Nonostante nuovi ordini consegnati al generale Basso il 12 e 13 settembre (Ordini "5V" e "21V") che ingiungevano di impedire il passaggio in Corsica dei tedeschi e che ribadivano che i tedeschi dovevano essere considerati e trattati come dei nemici, Basso insistette nell’attuazione del suo piano, e le truppe italiane in Sardegna, superiori numericamente (con rapporto di 4,5 a 1) ma meno addestrate e comunque poco mobili, non ostacolarono fino al 13 settembre (al netto di un paio di incidenti nei pressi di Oristano), con la battaglia di La Maddalena, la manovra di ripiegamento delle forze meccanizzate tedesche. Già il 9 settembre infatti, i tedeschi guidati dal colonnello Unes, non fidandosi più di tanto degli italiani, avevano occupato i punti nevralgici della base navale di La Maddalena, in quel momento la base italiana più importante e più munita di tutto il Mediterraneo, facendone prigionieri i comandi. La battaglia del 13 settembre e l’iniziativa di combattere comunque contro i tedeschi fu presa a livello individuale da alcuni ufficiali e sottufficiali che coordinano marinai, soldati e carabinieri per attaccare gli occupanti e liberare il comando italiano. La battaglia durò cinque ore (con 24 morti e 46 feriti tra gli italiani) sino a quando i tedeschi chiesero il cessate il fuoco impegnandosi a liberare la base in cambio del loro passaggio in Corsica.
Il passaggio in Corsica fu completato entro il 18 settembre. Un battaglione della divisione paracadutisti Nembo decise di defezionare e passò dalla parte dei tedeschi mentre il generale Basso "congedò molto cortesemente" (nelle parole dello scrittore Giuseppe Dessì presente all'incontro) gli antifascisti sardi del Comitato di Concentrazione Antifascista di Sassari che sostenevano la necessità di annientare in Sardegna i tedeschi, impedendo anche che l’afflusso di nuovi contingenti in Corsica portasse alla distruzione delle truppe italiane già in difficoltà.
In Corsica, dopo fasi confuse e trattative infruttuose, il generale Giovanni Magli, comandante del 7º Corpo d'armata costituito dalle divisioni Cremona e Friuli, attaccò i tedeschi della brigata Waffen-SS "Reichführer-SS", mentre alcuni reparti francesi raggiunsero Ajaccio il 12 settembre. Il 13 settembre, dopo l'arrivo della 90. Panzergrenadier-Division dalla Sardegna, Bastia cadde in mano germanica, ma a questo punto il comando supremo della Wehrmacht ordinò al generale von Senger di abbandonare l'isola e ripiegare su Piombino. I tedeschi riuscirono a evacuare la Corsica entro il 4 ottobre, nonostante gli attacchi degli italiani e delle crescenti forze francesi della 4ª Divisione marocchina di montagna.
Il 12 settembre un reparto di paracadutisti al comando del maggiore Harald-Otto Mors, con la partecipazione dell'ufficiale delle SS Otto Skorzeny che aveva eseguito la difficile missione di individuare le varie prigioni in cui era stato di volta in volta trasferito Mussolini, portò a termine brillantemente la liberazione del dittatore da Campo Imperatore sul Gran Sasso (operazione "Eiche"), premessa indispensabile alla costituzione di un governo fascista collaborazionista così come era auspicato da Hitler.

### Disgregazione delle forze italiane al nord e al centro
La situazione strategica sul terreno nell'Italia centro-settentrionale era molto più favorevole alle truppe tedesche rispetto al settore meridionale della penisola. I reparti del Gruppo d'armate B del feldmaresciallo Rommel erano numerosi, lontani da possibili interferenze alleate, e schierati in modo da essere pronti a intervenire contro le unità italiane che erano molto meno preparate e prive di ordini precisi. Inoltre il comportamento di molti degli ufficiali comandanti favorì ancor più la riuscita del piano "Achse": i comandi superiori locali italiani, preoccupati soprattutto di evitare disordini, distruzioni e ribellioni popolari, rifiutarono il concorso dei civili alla resistenza contro i tedeschi, sciolsero a volte autonomamente i propri reparti ed entrarono in trattative con gli ex alleati per favorire un tranquillo passaggio dei poteri. Anche la dirigenza civile delle grandi città eseguì le disposizioni del capo della Polizia Carmine Senise, dirette a evitare disordini, e quindi prese contatto con le autorità tedesche, cercando di collaborare.

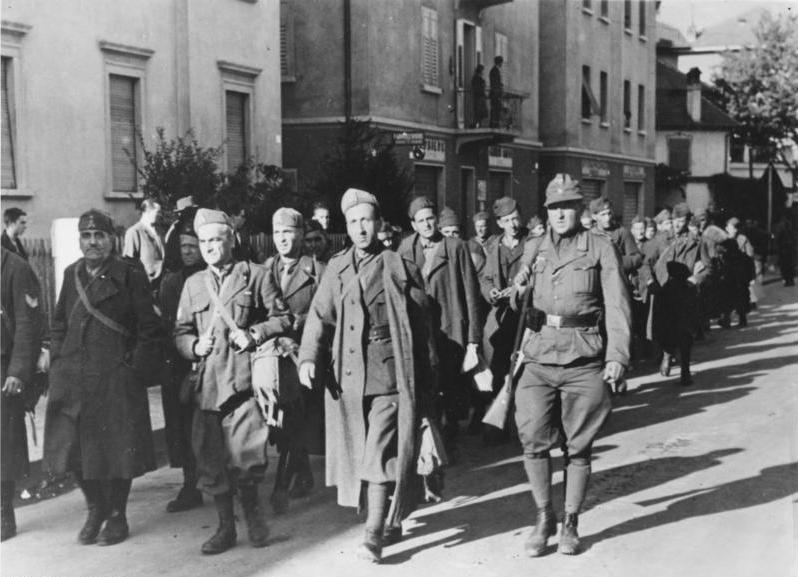
Soldati italiani catturati sfilano a Bolzano

In queste circostanze il feldmaresciallo Rommel eseguì il suo compito con velocità ed efficienza, mentre gran parte dei reparti italiani si disgregarono rapidamente offrendo scarsa resistenza; le disposizioni sull'internamento dei militari furono rigidamente eseguite dal Gruppo d'armate B, furono catturati 13 000 ufficiali e 402 000 soldati di cui entro il 20 settembre già 183 300 furono trasferiti in Germania.
In Piemonte i tedeschi neutralizzarono rapidamente i reparti italiani presenti; a Torino, dove il generale Enrico Adami Rossi rifiutò di armare i civili e intavolò trattative, e a Novara, dove il generale Cosentino consegnò prigioniero tutto il suo comando, i comandanti superiori non opposero resistenza, cedettero subito le armi e si consegnarono insieme con i propri reparti in disfacimento; reparti corazzati tedeschi entrarono minacciosamente a Torino e il generale Adami Rossi si arrese subito.
In Liguria, entro l'11 settembre le truppe tedesche dell'87º Corpo d'armata (76. e 94. Divisione fanteria) e del 51º Corpo d'armata (65. e 305. Divisione fanteria) occuparono tutte le posizioni, il 16º Corpo d'armata italiano, con le divisioni Rovigo e Alpi Graie, si dissolse e i tedeschi entrarono nel porto della Spezia, da dove però erano già salpate le navi maggiori della flotta italiana.
Tra Emilia e bassa Lombardia, i reparti della 1. SS-Panzer-Division "Leibstandarte SS Adolf Hitler" si mossero alla mezzanotte dell'8 settembre in direzione delle città di Parma, Cremona, Reggio Emilia, Piacenza, Modena, dove superarono con facilità la sporadica resistenza di alcuni reparti italiani.
A Milano il comandante della piazza, generale Vittorio Ruggero, tergiversò per 48 ore prima di concludere un accordo con un colonnello tedesco della 1. Panzer-Division SS; l'alto ufficiale italiano il 10 settembre sciolse praticamente senza combattere la divisione Cosseria, che era in fase di ricostituzione dopo le elevatissime perdite subite in Russia, mentre già il giorno dopo i reparti tedeschi delle Waffen-SS ruppero l'accordo, occuparono Milano, e arrestarono il generale Ruggero che fu deportato in Germania insieme con i suoi soldati. Dopo una breve resistenza anche la guarnigione di Verona e il suo comandante, generale Guglielmo Orengo, furono disarmati e deportati dalle forze tedesche.
I reparti italiani si disgregarono rapidamente anche in Trentino-Alto Adige, nonostante la costruzione del Vallo alpino in Alto Adige: entro il 9 settembre le due divisioni alpine del 35º Corpo d'armata del generale Alessandro Gloria (divisioni in ricostituzione Cuneense e Tridentina) vennero subito attaccate e disarmate dalla 44. Divisione fanteria tedesca, che era già in posizione a sud del Brennero, e dalla brigata Doelha; solo a Rovereto alcune unità opposero resistenza fino alla mattina del 10 settembre prima di cedere le armi. In Emilia il 2º Panzerkorps-SS del generale Paul Hausser non ebbe difficoltà a occupare il territorio e sgominare i deboli reparti italiani presenti: la 24. Panzer-Division e la "Leibstandarte Adolf Hitler" entrarono rapidamente a Modena e Bologna; la divisione 3ª Celere, in ricostituzione in questa regione, venne disarmata e i soldati catturati.
Più difficoltoso fu il compito della 71. Divisione fanteria tedesca di occupare il Friuli e la Venezia-Giulia; mentre le divisioni in riorganizzazione Julia e Sforzesca vennero disarmate, la divisione Torino oppose resistenza a Gorizia, dove si costituirono anche i primi gruppi combattenti operai. Inoltre in questa regione irruppero le formazioni partigiane slovene che si abbandonarono a sanguinose vendette sulla popolazione civile italiana. Solo alla fine del mese di settembre la 71. Divisione tedesca, con il sostegno di soldati italiani collaborazionisti entrati a far parte del nuovo fascismo repubblicano, riprese il controllo della situazione, respinse i partigiani slavi e occupò tutto il territorio. A Trieste il generale Alberto Ferrero, dopo infruttuosi colloqui con esponenti politici antifascisti, entrò in trattative con i tedeschi e poi abbandonò la città, mentre novantamila soldati italiani nella regione si arresero senza combattere.
Nell'Italia centrale a nord di Roma la 5ª Armata italiana al comando del generale Mario Caracciolo di Feroleto, con sede a Orte, si sciolse l'11 settembre. I soldati vennero disarmati e internati, la divisione Ravenna, con sede a Grosseto, e le formazioni costiere dell'alto Tirreno si disgregarono, i tedeschi entrarono nelle città; Livorno venne occupata già il 10 settembre. A Firenze il generale Chiappa Armellini fece entrare subito i tedeschi, ad Arezzo il colonnello Chiari, a Massa il colonnello Laurei cedettero agli ex-alleati senza opporre alcune resistenza. A Piombino invece, nonostante le pressioni degli alti comandi per una cessione della città, il presidio italiano decise di opporre resistenza, venendo spalleggiato in questo da gruppi di civili e di operai delle acciaierie organizzati dal locale comitato antifascista: respinto un primo tentativo tedesco di assicurarsi il porto con un colpo di mano nella notte tra l'8 e il 9 settembre, la guarnigione italiana sostenne una dura battaglia contro i tedeschi nella notte tra il 10 e l'11 settembre, infliggendo loro pesanti perdite di uomini e natanti. Rimasta isolata dalla resa delle altre guarnigioni lungo la costa toscana, la città dovette tuttavia capitolare e fu occupata dai tedeschi il 13 settembre.
Il Gruppo d'armate B completò quindi entro il 19 settembre il suo compito, occupando tutta l'Italia centro-settentrionale, disarmando e catturando gran parte dei soldati italiani e impadronendosi di un notevole bottino materiale costituito da 236 mezzi corazzati, 1 138 cannoni campali, 536 pezzi anticarro, 797 pezzi contraerei, 5 926 mitragliatrici, 386 000 fucili. Vennero anche catturati oltre 43 000 soldati alleati che erano tenuti prigionieri in Italia. Il feldmaresciallo Rommel inoltre organizzò rapidamente il trasporto in Germania dei soldati italiani catturati che vennero inviati attraverso il Brennero parte in treno e parte a piedi.

## Dissoluzione delle forze italiane all'estero

### Disgregazione delle forze italiane in Francia e nei Balcani

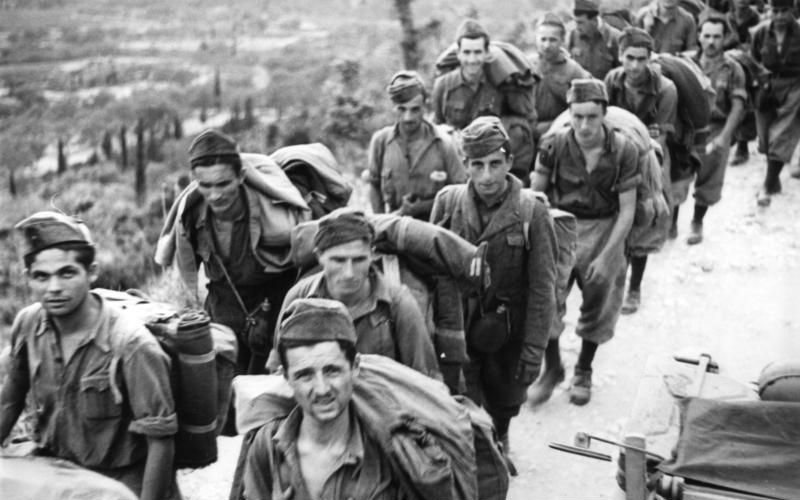
Prigionieri italiani catturati a Corfù

In Provenza la 4ª Armata italiana del generale Mario Vercellino, costituita da 60 000 soldati delle divisioni Pusteria, Taro e 2ª Celere "Emanuele Filiberto", era già in fase di rientro in Italia al momento della notizia dell'armistizio; il panico si diffuse subito tra le truppe, voci sull'aggressività delle truppe tedesche e sulle draconiane misure prese dagli ex-alleati favorirono la demoralizzazione e la dissoluzione dei vari reparti in riflusso verso il confine. L'armata quindi, dispersa tra la Francia, il Piemonte e la Liguria, si disgregò in soli tre giorni dal 9 all'11 settembre sotto la pressione convergente delle forze tedesche del feldmaresciallo Gerd von Rundstedt in Provenza e quelle del feldmaresciallo Rommel in Italia.
Approfittando della dissoluzione dei reparti italiani, i tedeschi occuparono rapidamente tutte le posizioni: in Provenza la 356. e la 715. Divisione fanteria entrarono a Tolone e raggiunsero il Varo, mentre la Panzergrenadier-Division Feldherrnhalle si stabilì sulla riviera fino a Mentone. Il valico del Moncenisio, difeso in un primo momento dagli italiani, fu attaccato con una manovra a tenaglia a partire dalla Francia (reparti della 715. e 157. Divisione fanteria) e dal Piemonte (reparti della Leibstandarte Adolf Hitler, provenienti da Torino); i soldati italiani si arresero dopo aver fatto saltare una parte della galleria del Frejus. La maggior parte dei soldati della 4ª Armata si sbandò e cercò di rientrare nelle proprie case, alcuni decisero di rimanere al fianco dei tedeschi, mentre cospicui nuclei scelsero di opporsi all'occupante e salirono sulle montagne costituendo, insieme con gruppi di civili antifascisti, i primi gruppi della resistenza partigiana in Piemonte. Il generale Vercellino decise infine, il 12 settembre, lo scioglimento formale, mentre il generale Operti mise al sicuro il tesoro dell'armata che poi sarebbe servito in parte per finanziare la resistenza.
Le forze italiane schierate nei Balcani (Slovenia, Dalmazia, Croazia, Bosnia ed Erzegovina, Montenegro, Albania e Grecia) erano molto numerose (oltre 30 divisioni con circa 500 000 soldati) e impegnate da oltre due anni in una logorante guerriglia contro le formazioni partigiane jugoslave e greche; i reparti erano raggruppati nella 2ª Armata (generale Robotti) in Slovenia e Dalmazia, nella 9ª Armata (generale Dalmazzo) in Albania, che dipendeva, insieme con le truppe schierate in Bosnia e Montenegro, dal Gruppo d'armate "Est" del generale Ezio Rosi e nella 11ª Armata (generale Vecchierelli) in Grecia che dipendeva invece dal Gruppo d'armate E tedesco del generale Alexander Löhr.
I soldati italiani erano estenuati dalla durezza della lotta antipartigiana, costellata di violenze, rappresaglie e repressioni, e si trovavano isolati in un territorio ostile frammischiati alle numerose divisioni tedesche (oltre 20 divisioni del Gruppo d'armate F del feldmaresciallo von Weichs e del Gruppo d'armate E del generale Löhr) e ai reparti collaborazionisti e nazionalisti croati che il 9 settembre, ruppero subito i legami con l'Italia e si affiancarono alla Germania nella lotta contro l'ex-alleato. Privi di comunicazioni terrestri con la madrepatria, con ordini confusi o reticenti, i reparti si disgregarono rapidamente e i soldati vennero disarmati, catturati e deportati nel Reich in gran numero. Tuttavia i soldati italiani, senza la possibilità di disperdersi nel territorio nazionale e di rientrare nelle proprie case, si batterono con maggiore determinazione e subirono dure perdite e sanguinose rappresaglie da parte dei reparti tedeschi.
Alcuni reparti sfuggirono al nemico e si aggregarono alle formazioni partigiane slave o greche, partecipando alla successiva lotta di liberazione; inoltre le popolazioni furono spesso amichevoli e aiutarono i reparti sbandati. Nel complesso però le forze tedesche, meno numerose ma più mobili, determinate e ben comandate, con la totale superiorità aerea, ebbero rapidamente la meglio, schiacciarono brutalmente le resistenze ricorrendo a fucilazioni sommarie di ufficiali, e occuparono tutte le regioni balcaniche catturando 393 000 soldati italiani che furono deportati, circa 29 000 uomini si unirono invece ai tedeschi, 20 000 entrarono nelle formazioni partigiane, mentre altri 57 000 soldati si dispersero nel territorio cercando di sopravvivere.
I tre corpi d'armata della 2ª Armata (5°, 11° e 18°) in Slovenia, Croazia e Dalmazia furono attaccati da due divisioni croate e tre divisioni tedesche: il generale Gastone Gambara, comandante dell'11º Corpo, intavolò trattative a Fiume e poi abbandonò le sue truppe il 14 settembre che vennero catturate, anche Pola venne consegnata senza resistenza; l'11 settembre arrivarono alle divisioni in Dalmazia gli ordini di evitare la lotta nella fallace speranza di un rimpatrio pacifico, ma i reparti subordinati rifiutarono e si accesero combattimenti con i tedeschi. Le divisioni Cacciatori delle Alpi, Macerata e Isonzo si sciolsero, mentre la Murge e la Lombardia si difesero a Susak e Karlovac; la divisione Zara capitolò il 10 settembre e i comandanti furono deportati, mentre a Spalato la divisione Bergamo si accordò con i partigiani slavi e difese la città fino al 27 settembre contro la 7. SS-Gebirgs-Division Prinz Eugen proveniente da Mostar, dopo la resa tre generali italiani e 46 ufficiali furono fucilati dai tedeschi. In Dalmazia anche la 1ª Divisione Celere Eugenio di Savoia venne dispersa.

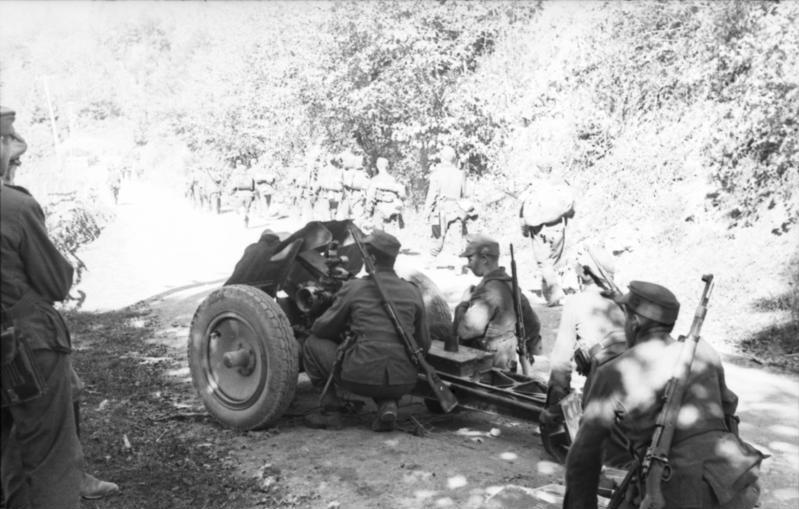
Truppe da montagna tedesche in azione in Albania nel settembre 1943

In Albania erano schierate le sei divisioni della 9ª Armata del generale Dalmazzo; a Tirana era presente anche il quartier generale del Gruppo d'armate "Est" del generale Rosi. Privi di direttive precise, i comandanti italiani diedero prova di incertezza e scarsa volontà combattiva; al contrario, i tedeschi, reparti del comando superiore "Kroazia" con due divisioni di cacciatori, una divisione da montagna e la 1. Panzer-Division, agirono rapidamente e con grande aggressività. Il mattino dell'11 settembre il comando del Gruppo d'armate "Est" venne circondato e il generale Rosi e i suoi ufficiali furono subito catturati, mentre il generale Dalmazzo non reagì all'attacco tedesco, non diramò direttive di resistenza e intavolò trattative con i tedeschi, affrettando lo sfacelo delle sue forze.
Le divisioni Parma, Arezzo, Puglie e Brennero (il cui comandante generale Princivalle tenne un comportamento ambiguo) cedettero le armi e furono sciolte (la maggior parte della Divisione Brennero riuscì a reimbarcarsi per l'Italia, mentre gran parte degli uomini della Divisione Arezzo si unirono alle forze partigiane locali), mentre solo la divisione Firenze del generale Arnaldo Azzi, che affrontò la battaglia e fu sbaragliata dai tedeschi a Kruja (i suoi uomini confluirono poi nelle formazioni partigiane greche e jugoslave), e la divisione Perugia del generale Ernesto Chiminello, che vagò per le montagne albanesi affrontando vari scontri con i tedeschi prima di arrendersi il 22 settembre (una piccola parte dei suoi uomini si erano prima imbarcati su navi giunte dall'Italia, mente altri si unirono ai partigiani) e subire le rappresaglie nemiche (il generale Chiminello venne fucilato insieme con 130 ufficiali), prolungarono la resistenza e cercarono di opporsi dai tedeschi. Oltre 15 000 superstiti trovarono rifugio tra la popolazione, mentre il 21º Corpo d'armata da montagna tedesco si installò a Tirana fin dal 10 settembre. In totale, circa 90 000 militari italiani vennero catturati in Albania, mentre 45 000 sfuggirono alla cattura e si dispersero nel Paese; parte di questi furono ospitati da famiglie del luogo in cambio del lavoro come braccianti, mentre molti altri morirono di fame e di stenti (documenti britannici stimano che nell'inverno 1943-1944 la mortalità tra i soldati italiani in Albania fosse di un centinaio di vittime al giorno).
In Bosnia-Erzegovina la divisione Messina resistette per quattro giorni, mentre la divisione Marche cercò di difendere Ragusa, ma i tedeschi finirono per schiacciare la resistenza e i generali comandanti italiani furono deportati o uccisi. In Montenegro, mentre la divisione Ferrara si disgregò, l'Emilia difese le Bocche di Cattaro fino al 16 settembre prima di essere costretta alla resa, invece i soldati delle divisioni Venezia e Taurinense decisero di unirsi con i partigiani di Tito e costituirono la divisione partigiana Garibaldi che continuò a combattere, nonostante qualche difficoltà e violente incomprensioni con gli slavi, contro i tedeschi fino al marzo 1945.
Infine anche nella Grecia continentale le incertezze e l'ambiguo comportamento degli ufficiali superiori italiani favorirono il rapido successo dei tedeschi; in questa regione le forze italiane, raggruppate nella 11ª Armata con comando ad Atene, dipendevano dal Gruppo d'armate E del generale Löhr che disponeva di reparti inferiori di numero ma pienamente efficienti (tre divisioni di cacciatori, parte della 1. Panzer-Division e una divisione campale della Luftwaffe). Il generale Carlo Vecchiarelli, comandante della 11ª Armata, dopo aver diramato un primo ordine in cui prescriveva di non prendere iniziative contro l'ex-alleato, ne emise un secondo il 9 settembre in cui, credendo alle assicurazioni su salvacondotti per rientrare in Italia, disponeva di evitare ogni resistenza e cedere le armi ai tedeschi senza combattere.
Di conseguenza la maggior parte delle formazioni si disgregarono: le divisioni Forlì, Casale, Cagliari, Modena e Piemonte furono facilmente disarmate e i soldati catturati in attesa dell'internamento in Germania. Solo la 24ª Divisione fanteria "Pinerolo", schierata in Tessaglia, rifiutò gli ordini del generale Vecchiarelli; il generale Infante, dopo aver combattuto a Larissa, ripiegò verso il massiccio del Pindo dove cercò di ottenere la collaborazione dei partigiani greci dell'EAM e dell'ELAS. Dopo un primo accordo i partigiani greci attaccarono gli italiani per impadronirsi delle armi e, mentre il generale Infante riuscì a rimpatriare, i soldati parte si dispersero tra le popolazioni civili e parte si arresero ai tedeschi.

### Gli eventi nelle isole Ionie e nel Dodecaneso

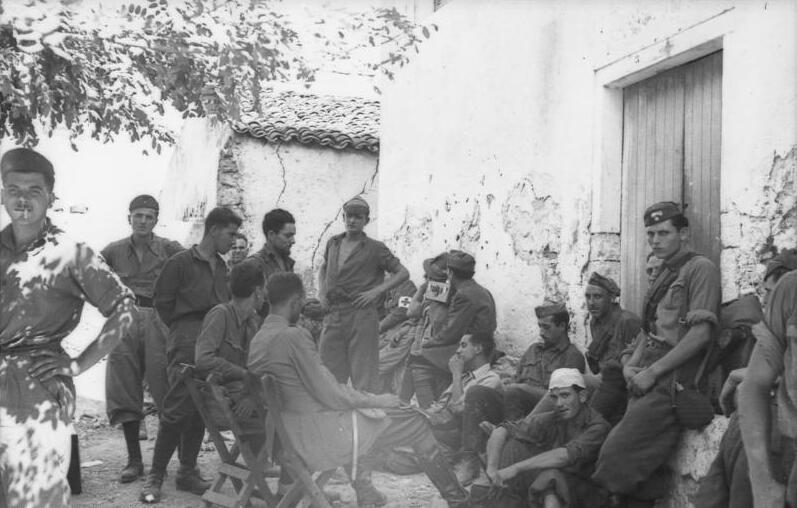
Soldati italiani caduti prigionieri dei tedeschi a Corfù

I comandi tedeschi ritennero di grande importanza mantenere il possesso delle isole Ionie e del Dodecaneso, occupate da numerosi reparti italiani e considerate di grande rilevanza strategica come bastione aeronavale periferico contro possibili minacce alleate al fronte balcanico. Quindi i tedeschi si impegnarono in una serie di operazioni successive contro le isole più importanti concentrando notevoli forze terrestri e aeree. Queste operazioni provocarono alcuni scontri armati sanguinosi contro le guarnigioni italiane e anche episodi tragici di violenza e repressione; i soldati italiani infatti cercarono di opporre resistenza grazie alla loro superiorità numerica, all'isolamento geografico delle isole e all'assistenza delle forze alleate.
In realtà gli alleati, nonostante l'insistenza del Primo ministro britannico Churchill a favore di un vigoroso intervento anglo-americano nelle isole per supportare i presidi italiani e ottenere basi aeronavali preziose per un attacco in forze al fronte balcanico-meridionale della "Fortezza Europa", impegnarono solo deboli contingenti con scarso supporto aereo e quindi non poterono mutare il corso degli eventi che si sviluppò progressivamente in favore della Wehrmacht.
A Creta la divisione Siena venne subito neutralizzata e disarmata dalle forze tedesche presenti sull'isola (la brigata da fortezza Kreta e l'eccellente 22. Divisione fanteria d'attacco aereo, formazione veterana dei Paesi Bassi e di Sebastopoli); una parte dei soldati italiani si unì agli ex-alleati mentre la maggior parte degli uomini furono imprigionati e poi trasportati via mare sul continente, molti trasporti furono affondati e ci furono dolorose perdite. Anche l'isola di Rodi cadde rapidamente in mano tedesca: il governatore del Dodecaneso, l'ammiraglio Inigo Campioni, nonostante la superiorità numerica delle sue forze (divisioni Regina e Cuneo con 34 000 uomini) rispetto alla divisione tedesca Rhodos del generale Kleeman (7 000 soldati), già il 12 settembre, demoralizzato dalle minacce tedesche di bombardamenti massicci, si arrese; il 13 settembre i tedeschi occuparono anche Scarpanto.
Reparti britannici sbarcarono invece a Lero e a Coo dove si affiancarono alle truppe italiane per contrastare l'intervento in forze di reparti tedeschi della 22. Divisione d'attacco aereo, ma, a causa del mediocre coordinamento, della maggiore efficienza tedesca e della netta superiorità aerea della Luftwaffe, i combattimenti terminarono con la vittoria della Wehrmacht e con la conquista delle isole. Coo cadde il 4 ottobre, i tedeschi catturarono 600 soldati britannici e 2 500 italiani e fucilarono un centinaio di ufficiali; a Lero, presidiata da 7 600 soldati e marinai italiani, si svolsero scontri più duri, dopo l'intervento di un contingente britannico di circa 4 500 uomini. Il 12 novembre 2 700 soldati tedeschi intervennero sull'isola via mare e con azioni aviotrasportate e, nonostante l'inferiorità numerica, ebbero il sopravvento entro il 16 novembre; britannici e italiani si arresero e il comandante dell'isola, ammiraglio Luigi Mascherpa venne successivamente processato per tradimento e fucilato insieme con l'ammiraglio Campioni dalle autorità di Salò.

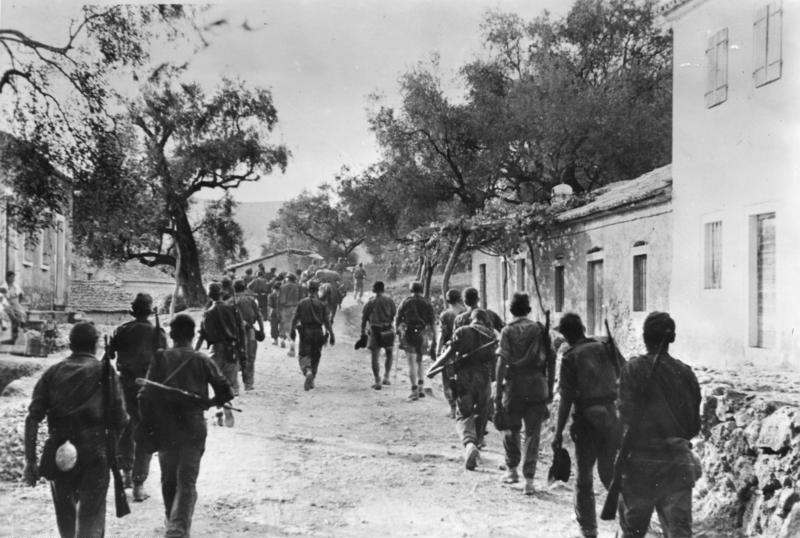
Truppe tedesche in marcia durante i combattimenti contro le forze italiane a Corfù

I fatti più tragici si verificarono nelle due isole ionie di Corfù e Cefalonia, ritenute di decisiva importanza dal comando tedesco per proteggere le coste balcaniche da possibili sbarchi alleati. Il forte presidio italiano, costituito dalla divisione Acqui con 11 500 soldati al comando del generale Antonio Gandin inizialmente non prese iniziative contro il debole contingente tedesco di soli 2 000 soldati di truppe da montagna del tenente colonnello Hans Barge, e attese direttive precise. Il giorno 11 settembre i tedeschi presentarono un ultimatum intimando la resa, ma, dopo fenomeni di protesta e malcontento tra le truppe, decise a opporsi ai tedeschi, e dopo la chiara direttiva del 14 settembre, proveniente dalle autorità superiori di Brindisi, di attaccare gli ex alleati, il generale Gandin, che in un primo momento aveva deciso di cedere le armi, rifiutò l'ultimatum e prese l'iniziativa di affrontare la battaglia.
Il 15 settembre i tedeschi intervennero in forze dopo lo sbarco di cinque battaglioni di truppe da montagna della 1. Gebirgs-Division Edelweiss del generale Hubert Lanz, supportati da cannoni semoventi, e respinsero l'attacco italiano. Dopo una serie di scontri molto aspri, i tedeschi il 21 settembre passarono all'offensiva e costrinsero alla resa gli italiani alle ore 11:00 del 22 settembre, mentre Corfù, difesa dalle truppe del colonnello Luigi Lusignani si arrese il 25 settembre al termine di una battaglia. Dopo la resa della divisione Acqui i tedeschi scatenarono una crudele rappresaglia e fucilarono il generale Gandin, circa 400 ufficiali e tra 4 000 e 5 000 soldati; la divisione Acqui, che aveva subito circa 1 300 morti negli scontri del 15-22 settembre, fu totalmente distrutta, altri 1 350 soldati, superstiti delle esecuzioni, perirono nei naufragi durante il trasporto via mare sulla terraferma. Chi non perì durante gli scontri o durante l'affondamento della nave subì la deportazione in Polonia e furono divisi tra i campi nazisti in Polonia e i ghetti ancora in funzione (Minsk e Lodz). A quel tempo il ghetto di Lodz era l'unico ancora sovraffollato.

## La flotta italiana si sottrae alla cattura

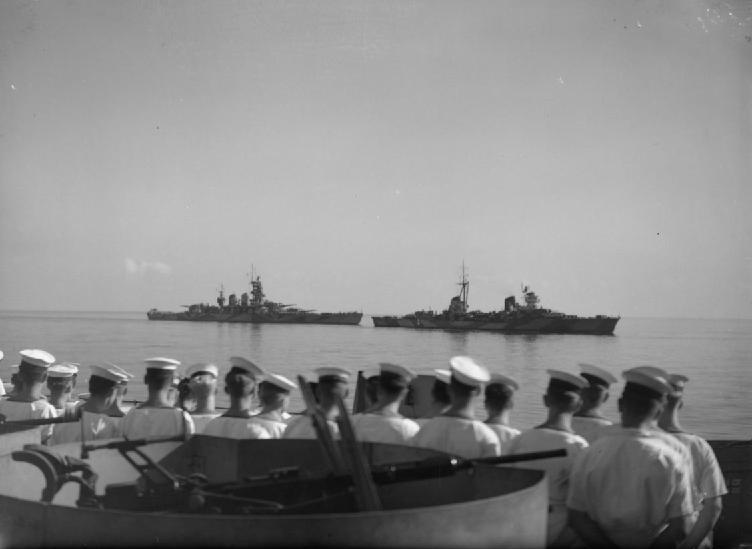
La squadra navale italiana si consegna al largo delle coste nordafricane: un incrociatore e una corazzata classe Littorio passano sotto gli occhi dei marinai della corazzata britannica

Le potenze anglosassoni, sempre molto sensibili all'equilibrio navale e al controllo delle rotte marittime di rifornimento, richiesero espressamente nelle clausole dell'armistizio la consegna della flotta italiana; la scomparsa delle grandi navi di linea della Regia Marina avrebbe permesso di ridurre anche la consistenza delle squadre da battaglia alleate schierate nel Mediterraneo. Anche nelle vicende della Marina i quadri di comando italiani diedero prova di scarsa capacità: il capo di Stato maggiore, l'ammiraglio Raffaele de Courten, informato preventivamente dell'armistizio, rimase indeciso fino alla sera dell'8 settembre se obbedire e consegnare la flotta o ordinare l'autoaffondamento. Inoltre De Courten tenne all'oscuro fino alla sera dell'8 settembre delle clausole armistiziali il comandante della squadra del Tirreno (con le corazzate moderne ancorate a La Spezia), ammiraglio Carlo Bergamini; solo in quel momento egli ordinò al suo sconcertato sottoposto di salpare con le sue navi per dirigere inizialmente a La Maddalena.
Inoltre, subito dopo l'ammiraglio De Courten si unì alla fuga del re e Badoglio su Brindisi e non esercitò più la funzione di comando, lasciando tuttavia a Roma il sottocapo di stato maggiore Luigi Sansonetti il quale, nonostante la precarietà della situazione in cui si trovava, riuscì a tenere i contatti radio con le navi che si stavano trasferendo nei porti Alleati fino al 12 settembre, giorno in cui ripassò il comando a De Courten. L'ammiraglio Bergamini, dopo una riunione per convincere i suoi riluttanti ufficiali della necessità di obbedire, salpò da La Spezia solo alle ore 03:00 del 9 settembre con la conseguenza che le navi italiane furono individuate in pieno giorno e attaccate alle ore 14:00 da aerei tedeschi che, impiegando nuove bombe radioguidate, provocarono l'affondamento della nave da battaglia Roma con a bordo Bergamini che morì nel naufragio insieme con 1 253 marinai.
Dopo questo tragico evento la flotta proseguì finalmente verso Malta per consegnarsi agli alleati ma durante la rotta si verificarono ancora il danneggiamento da parte di aerei tedeschi della corazzata Italia, e l'autoaffondamento dei cacciatorpediniere Impetuoso e Pegaso al largo di Maiorca. A causa di una serie di ordini tardivi e confusi, andarono perduti anche i cacciatorpediniere Da Noli (saltato in aria in acque minate) e Vivaldi (colpito da aerei tedeschi) mentre, dopo essere inizialmente partiti per Civitavecchia con la missione di trasportare il re e i dirigenti politico-militari in Sardegna, tentavano di ricongiungersi con il grosso della flotta. La flotta partita da La Spezia raggiunse il 10 settembre le acque maltesi, dove erano già confluite anche le navi partite dalla base navale di Taranto.
Nel complesso, tra gli ufficiali e i marinai della Regia Marina fu presente grande delusione per l'ordine di consegnarsi agli alleati e, anche se venne mantenuta la disciplina, non mancarono insubordinazioni, tentativi di impedire la consegna e casi di ammutinamento, come il breve episodio della corazzata Giulio Cesare a Pola. In totale, secondo i documenti britannici entro il 21 settembre, raggiunsero Malta e si consegnarono agli alleati 133 navi (in pratica tutte le unità maggiori ed efficienti), mentre circa un centinaio (in gran parte naviglio sottile, minore o inefficiente) caddero in mano tedesca nei porti; 39 unità si autoaffondarono, nella maggioranza dei casi per evitare di cadere in mano dell'ex alleato. Nonostante le limitate forze disponibili, le unità navali tedesche ottennero alcuni notevoli successi locali.
Anche la Regia Aeronautica fu colta totalmente di sorpresa dall'armistizio, e anche in questa occasione le strutture di comando dimostrarono imprevidenza e inettitudine; il capo di Stato maggiore, generale Renato Sandalli, tenne all'oscuro i suoi subordinati fino al 5 settembre poi, la notte dell'8 settembre, partì a sua volta per Brindisi senza diramare gli ordini esecutivi della direttiva prevista (promemoria n. 1") e cedette il comando al generale Giuseppe Santoro. Nelle basi sul territorio non giunsero disposizioni precise e non si effettuarono missioni di guerra contro l'ex-alleato che invece prese risolutamente l'iniziativa e occupò rapidamente le basi aeree principali nell'Italia settentrionale dove erano raccolti la maggior parte degli aerei. Solo l'11 settembre il generale Santoro ordinò finalmente a tutti i reparti di decollare per raggiungere le basi aeree occupate dagli angloamericani, mentre a Roma il generale Ilari, responsabile sul posto, entrò in trattative e cedette ai tedeschi aerei e campi di volo. In totale su circa 800 aerei ancora operativi, solo 246 riuscirono a partire per il sud e a raggiungere le basi alleate, mentre i due terzi dei velivoli rimasero in mano tedesca, 43 aerei furono abbattuti in volo dai caccia della Luftwaffe. Alcuni reparti di caccia rimasero fedeli all'Asse e contribuirono alla costituzione dell'Aeronautica Nazionale Repubblicana.

## Bilancio
(Comunicato straordinario dell'Oberkommando der Wehrmacht del 10 settembre 1943)

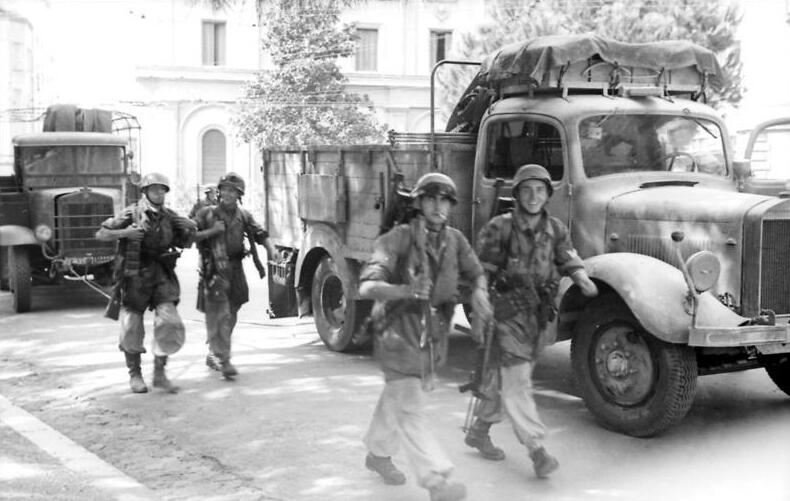
Fallschirmjäger tedeschi in azione nel centro di Roma nei giorni del settembre 1943

Il comando dell'OKW già il 10 settembre diramò un primo comunicato annunciando il riuscito annientamento della macchina militare dell'ex-alleato. L'annuncio, formalmente inesatto visto che reparti italiani avrebbero combattuto a lungo in Corsica, nei Balcani e nelle isole greche mentre in Sardegna, Puglia e Calabria alcune divisioni erano ancora in armi, illustrava però la realtà dei fatti: in soli due giorni il Regio Esercito, potenza militare occupante con pretese imperiali a fianco della Wehrmacht, si era dissolto nelle sue strutture di comando e nei suoi reparti principali di fronte all'attacco delle forze militari del Terzo Reich.
La Wehrmacht ottenne, con la riuscita di Achse e delle operazioni minori collegate, un rilevante successo strategico, mantenendo le posizioni strategiche più importanti dello scacchiere mediterraneo e superando gravi difficoltà operative; inoltre si impadronì di notevoli quantitativi di armi, equipaggiamenti e risorse materiali presenti negli arsenali italiani che servirono utilmente a integrare le decrescenti risorse della Germania. Vennero catturati quasi 800 000 soldati italiani che in gran parte vennero trasferiti nel Reich come Internati Militari Italiani, senza il riconoscimento dello status di prigionieri di guerra e quindi impiegati nel lavoro obbligatorio nella macchina bellica tedesca.
Gli alleati, i cui obiettivi mediterranei, non prevedendo complesse operazioni combinate, erano limitati (far uscire l'Italia dalla guerra e impegnare una parte delle divisioni tedesche) e in cui erano presenti profondi contrasti tra americani e britannici riguardo alla pianificazione strategica, non seppero sfruttare il crollo dell'Asse e si limitarono a risalire la penisola con una faticosa campagna di quasi due anni che impegnò molte risorse terrestri e aeree. In realtà anche i tedeschi dovettero dirottare notevoli reparti mobili ed efficienti in Italia e nei Balcani, privandosi di truppe più utili sui fronti principali orientale e occidentale, ma in questo modo allontanarono la guerra dalle regioni meridionali della Germania, protessero ricche regioni industriali importanti per la produzione di armamenti e ottennero l'obiettivo politico-propagandistico di ricostituire un governo italiano fascista formalmente ancora alleato del Terzo Reich.
Il crollo repentino e totale dello Stato e della macchina militare italiana derivarono principalmente dagli errori dei dirigenti politico-militari, dal velleitarismo delle loro iniziative, dalla incomprensione dei reali rapporti di forza e degli obiettivi degli alleati, dalla decisione fondamentale di arrendersi agli alleati ma di non combattere contro i tedeschi. L'assenza di direttive precise diramate ai comandi subordinati, la prevalente importanza annessa alla salvaguardia personale e alla continuità istituzionale delle autorità dirigenti anche a scapito della capacità di resistenza delle forze armate, condussero alla dissoluzione delle truppe, nonostante alcuni episodi di valore e combattività, abbandonate senza guida agli attacchi e alle rappresaglie degli ex alleati.

## Operazione Achse in cifre[152]

### Soldati italiani disarmati dopo l'8 settembre
- Italia settentrionale: 415 682
- Italia centromeridionale: 102 340
- Francia: 8 722
- Balcani: 164 986
- Grecia e isole dell'Egeo: 265 000

Totale: 1 006 730

### Armi e materiali sottratti al Regio Esercito dopo l'otto settembre
- Fucili: 1 285 871
- Mitragliatrici: 39 007
- Moschetti automatici: 13 906
- Mortai: 8 736
- Cannoni contraerei e controcarro: 2 754
- Pezzi di artiglieria: 5 568
- Automezzi: 16 631
- Mezzi corazzati: 977